# Playoffs NBA 2016
Los Playoffs de la NBA de 2016 fueron el ciclo de cierre o las eliminatorias de la temporada 2015-16 de la NBA. Los Playoffs comenzaron el sábado 16 de abril de 2016 y terminaron el domingo 19 de junio de 2016 con los campeones de la Conferencia Este los Cleveland Cavaliers derrotando a los campeones de la Conferencia Oeste los Golden State Warriors en el séptimo partido de las Finales de la NBA de 2016.

## Formato
El formato de estos playoffs es el mismo utilizado desde hace dos años.
Los 30 equipos en el torneo norteamericano se distribuyen dividiéndose en 2 conferencias de 15 equipos cada una. Cada Conferencia está constituida por 3 Divisiones diferentes y, en cada una de ellas, están incluidos 5 equipos. La Conferencia Oeste incluye la División Pacífico, División Noroeste y la División Suroeste; la Conferencia Este está compuesta por la División Atlántico, División Central y División Sureste.
Una vez terminada la temporada regular, la clasificación para los Playoffs se produce de la siguiente manera: Clasifican los 8 mejores equipos de cada conferencia. Se ordenan en orden descendente según la cantidad de victorias, con la excepción de que un campeón de división no puede ser ubicado en un puesto inferior al 4°.
Una vez que se establecen los puestos definitivos para los Playoffs, se realizan unas eliminatorias denominadas: 1.ª ronda, Semifinales y Final de Conferencia y los equipos que ganen sus eliminatorias se van clasificando de la siguiente forma:
|  | 1.ª ronda       | 1.ª ronda |  |  | Semifinales de Conferencia | Semifinales de Conferencia |  |  | Final de Conferencia | Final de Conferencia |
|  | 2-2-1-1-1       | 2-2-1-1-1 |  |  | 2-2-1-1-1                  | 2-2-1-1-1                  |  |  | 2-2-1-1-1            | 2-2-1-1-1            |
|  |                 |           |  |  |                            |                            |  |  |                      |                      |
|  |                 |           |  |  |                            |                            |  |  |                      |                      |
|  |                 |           |  |  |                            |                            |  |  |                      |                      |
|  | 1º Clasificado  |           |  |  |                            |                            |  |  |                      |                      |
|  |                 |           |  |  |                            |                            |  |  |                      |                      |
|  | 8º Clasificado  |           |  |  |                            |                            |  |  |                      |                      |
|  |                 |           |  |  |                            |                            |  |  |                      |                      |
|  |                 |           |  |  |                            |                            |  |  |                      |                      |
|  |                 |           |  |  |                            |                            |  |  |                      |                      |
|  | 4º Clasificado  |           |  |  |                            |                            |  |  |                      |                      |
|  |                 |           |  |  |                            |                            |  |  |                      |                      |
|  | 5º Clasificado  |           |  |  |                            |                            |  |  |                      |                      |
|  |                 |           |  |  |                            |                            |  |  |                      |                      |
|  |                 |           |  |  |                            |                            |  |  |                      |                      |
|  |                 |           |  |  |                            |                            |  |  |                      |                      |
|  | 2º Clasificado  |           |  |  |                            |                            |  |  |                      |                      |
|  |                 |           |  |  |                            |                            |  |  |                      |                      |
|  | 7º Clasificado  |           |  |  |                            |                            |  |  |                      |                      |
|  |                 |           |  |  |                            |                            |  |  |                      |                      |
|  |                 |           |  |  |                            |                            |  |  |                      |                      |
|  |                 |           |  |  |                            |                            |  |  |                      |                      |
|  | 3º Clasificado  |           |  |  |                            |                            |  |  |                      |                      |
|  |                 |           |  |  |                            |                            |  |  |                      |                      |
|  | 6.º clasificado |           |  |  |                            |                            |  |  |                      |                      |
|  |                 |           |  |  |                            |                            |  |  |                      |                      |

Las eliminatorias o series se juegan en un formato al mejor de 7 partidos, en el que se tiene que ganar 4 partidos para clasificarse para la siguiente ronda. El equipo que posea la ventaja de campo en cada eliminatoria disputará los partidos 1, 2, 5 y 7 como local, mientras que el resto de partidos se jugará en el pabellón del equipo contrario (Formato: 2-2-1-1-1). Se establece como equipo con ventaja de campo al que haya tenido mejor balance en liga entre los 2 contendientes de una eliminatoria. En el momento en que un equipo gana 4 partidos, se clasifica para la siguiente ronda de eliminatoria, sin jugar obligatoriamente los 7 partidos programados.

## Clasificación

### Conferencia Este
| Puesto | Equipo              | Récord | Logros                      | Logros             | Logros                         | Logros                 |
| Puesto | Equipo              | Récord | Clasificación para Playoffs | Título de División | Mejor récord de la Conferencia | Mejor récord de la NBA |
| ------ | ------------------- | ------ | --------------------------- | ------------------ | ------------------------------ | ---------------------- |
| 1      | Cleveland Cavaliers | 57–25  | 18 de marzo                 | 21 de marzo        | 11 de abril                    | —                      |
| 2      | Toronto Raptors     | 56–26  | 23 de marzo                 | 31 de marzo        | —                              | —                      |
| 3      | Miami Heat          | 48–34  | 2 de abril                  | 13 de abril        | —                              | —                      |
| 4      | Atlanta Hawks       | 48–34  | 29 de marzo                 | —                  | —                              | —                      |
| 5      | Boston Celtics      | 48–34  | 3 de abril                  | —                  | —                              | —                      |
| 6      | Charlotte Hornets   | 48–34  | 2 de abril                  | —                  | —                              | —                      |
| 7      | Indiana Pacers      | 45–37  | 10 de abril                 | —                  | —                              | —                      |
| 8      | Detroit Pistons     | 44–38  | 8 de abril                  | —                  | —                              | —                      |

### Conferencia Oeste
| Puesto | Equipo                 | Récord | Logros                      | Logros             | Logros                         | Logros                 |
| Puesto | Equipo                 | Récord | Clasificación para Playoffs | Título de División | Mejor récord de la Conferencia | Mejor récord de la NBA |
| ------ | ---------------------- | ------ | --------------------------- | ------------------ | ------------------------------ | ---------------------- |
| 1      | Golden State Warriors  | 73–9   | 27 de febrero               | 13 de marzo        | 7 de abril                     | 7 de abril             |
| 2      | San Antonio Spurs      | 67–15  | 2 de marzo                  | 12 de marzo        | —                              | —                      |
| 3      | Oklahoma City Thunder  | 55–27  | 18 de marzo                 | 20 de marzo        | —                              | —                      |
| 4      | Los Angeles Clippers   | 53–29  | 27 de marzo                 | —                  | —                              | —                      |
| 5      | Portland Trail Blazers | 44–38  | 6 de abril                  | —                  | —                              | —                      |
| 6      | Dallas Mavericks       | 42–40  | 11 de abril                 | —                  | —                              | —                      |
| 7      | Memphis Grizzlies      | 42–40  | 7 de abril                  | —                  | —                              | —                      |
| 8      | Houston Rockets        | 41–41  | 13 de abril                 | —                  | —                              | —                      |

Notas
1. 1 2 3 4  Miami ganó la División Sureste sobre Atlanta y Charlotte, por lo que logró el puesto #3, al tener el mejor balance en enfrentamientos entre los tres equipos (5–3 récord vs. Atlanta & Charlotte).
Atlanta, Boston y Charlotte obtuvieron sus puestos en base al balance de partidos entre ellos (Atlanta: 6–2, Boston: 3–4, Charlotte: 2–5).
2. 1 2  Dallas alcanzó el puesto #6 sobre Memphis el base al balance de 3–1 en enfrentamientos entre ellos en temporada regilar.

## Cuadro de enfrentamientos
|  | Primera ronda     | Primera ronda | Primera ronda |   |               | Semifinales de Conferencia | Semifinales de Conferencia | Semifinales de Conferencia |  |    | Finales de Conferencia | Finales de Conferencia | Finales de Conferencia |  |    | Finales de la NBA | Finales de la NBA | Finales de la NBA |
|  |                   |               |               |   |               |                            |                            |                            |  |    |                        |                        |                        |  |    |                   |                   |                   |
|  | E1                | Cleveland     | 4             |   |               |                            |                            |                            |  |    |                        |                        |                        |  |    |                   |                   |                   |
|  | E8                | Detroit       | 0             |   |               |                            |                            |                            |  |    |                        |                        |                        |  |    |                   |                   |                   |
|  | E8                | Detroit       | 0             |   | E1            | Cleveland                  | 4                          |                            |  |    |                        |                        |                        |  |    |                   |                   |                   |
|  |                   |               |               |   | E1            | Cleveland                  | 4                          |                            |  |    |                        |                        |                        |  |    |                   |                   |                   |
|  |                   | E4            | Atlanta       | 0 |               |                            |                            |                            |  |    |                        |                        |                        |  |    |                   |                   |                   |
|  | E4                | E4            | Atlanta       | 0 | Atlanta       | 4                          |                            |                            |  |    |                        |                        |                        |  |    |                   |                   |                   |
|  | E4                |               |               |   | Atlanta       | 4                          |                            |                            |  |    |                        |                        |                        |  |    |                   |                   |                   |
|  | E5                | Boston        | 2             |   |               |                            |                            |                            |  |    |                        |                        |                        |  |    |                   |                   |                   |
|  | E5                | Boston        | 2             |   |               |                            |                            |                            |  | E1 | Cleveland              | 4                      |                        |  |    |                   |                   |                   |
|  | Conferencia Este  |               |               |   |               |                            |                            |                            |  | E1 | Cleveland              | 4                      |                        |  |    |                   |                   |                   |
|  |                   | E2            | Toronto       | 2 |               |                            |                            |                            |  |    |                        |                        |                        |  |    |                   |                   |                   |
|  | E3                | E2            | Toronto       | 2 | Miami         | 4                          |                            |                            |  |    |                        |                        |                        |  |    |                   |                   |                   |
|  | E3                |               |               |   | Miami         | 4                          |                            |                            |  |    |                        |                        |                        |  |    |                   |                   |                   |
|  | E6                | Charlotte     | 3             |   |               |                            |                            |                            |  |    |                        |                        |                        |  |    |                   |                   |                   |
|  | E6                | Charlotte     | 3             |   | E3            | Miami                      | 3                          |                            |  |    |                        |                        |                        |  |    |                   |                   |                   |
|  |                   |               |               |   | E3            | Miami                      | 3                          |                            |  |    |                        |                        |                        |  |    |                   |                   |                   |
|  |                   | E2            | Toronto       | 4 |               |                            |                            |                            |  |    |                        |                        |                        |  |    |                   |                   |                   |
|  | E2                | E2            | Toronto       | 4 | Toronto       | 4                          |                            |                            |  |    |                        |                        |                        |  |    |                   |                   |                   |
|  | E2                |               |               |   | Toronto       | 4                          |                            |                            |  |    |                        |                        |                        |  |    |                   |                   |                   |
|  | E7                | Indiana       | 3             |   |               |                            |                            |                            |  |    |                        |                        |                        |  |    |                   |                   |                   |
|  | E7                | Indiana       | 3             |   |               |                            |                            |                            |  |    |                        |                        |                        |  | E1 | Cleveland         | 4                 |                   |
|  |                   |               |               |   |               |                            |                            |                            |  |    |                        |                        |                        |  | E1 | Cleveland         | 4                 |                   |
|  |                   | O1            | Golden State  | 3 |               |                            |                            |                            |  |    |                        |                        |                        |  |    |                   |                   |                   |
|  | O1                | O1            | Golden State  | 3 | Golden State  | 4                          |                            |                            |  |    |                        |                        |                        |  |    |                   |                   |                   |
|  | O1                |               |               |   | Golden State  | 4                          |                            |                            |  |    |                        |                        |                        |  |    |                   |                   |                   |
|  | O8                | Houston       | 1             |   |               |                            |                            |                            |  |    |                        |                        |                        |  |    |                   |                   |                   |
|  | O8                | Houston       | 1             |   | O1            | Golden State               | 4                          |                            |  |    |                        |                        |                        |  |    |                   |                   |                   |
|  |                   |               |               |   | O1            | Golden State               | 4                          |                            |  |    |                        |                        |                        |  |    |                   |                   |                   |
|  |                   | O5            | Portland      | 1 |               |                            |                            |                            |  |    |                        |                        |                        |  |    |                   |                   |                   |
|  | O4                | O5            | Portland      | 1 | L.A. Clippers | 2                          |                            |                            |  |    |                        |                        |                        |  |    |                   |                   |                   |
|  | O4                |               |               |   | L.A. Clippers | 2                          |                            |                            |  |    |                        |                        |                        |  |    |                   |                   |                   |
|  | O5                | Portland      | 4             |   |               |                            |                            |                            |  |    |                        |                        |                        |  |    |                   |                   |                   |
|  | O5                | Portland      | 4             |   |               |                            |                            |                            |  | O1 | Golden State           | 4                      |                        |  |    |                   |                   |                   |
|  | Conferencia Oeste |               |               |   |               |                            |                            |                            |  | O1 | Golden State           | 4                      |                        |  |    |                   |                   |                   |
|  |                   | O3            | Oklahoma City | 3 |               |                            |                            |                            |  |    |                        |                        |                        |  |    |                   |                   |                   |
|  | O3                | O3            | Oklahoma City | 3 | Oklahoma City | 4                          |                            |                            |  |    |                        |                        |                        |  |    |                   |                   |                   |
|  | O3                |               |               |   | Oklahoma City | 4                          |                            |                            |  |    |                        |                        |                        |  |    |                   |                   |                   |
|  | O6                | Dallas        | 1             |   |               |                            |                            |                            |  |    |                        |                        |                        |  |    |                   |                   |                   |
|  | O6                | Dallas        | 1             |   | O3            | Oklahoma City              | 4                          |                            |  |    |                        |                        |                        |  |    |                   |                   |                   |
|  |                   |               |               |   | O3            | Oklahoma City              | 4                          |                            |  |    |                        |                        |                        |  |    |                   |                   |                   |
|  |                   | O2            | San Antonio   | 2 |               |                            |                            |                            |  |    |                        |                        |                        |  |    |                   |                   |                   |
|  | O2                | O2            | San Antonio   | 2 | San Antonio   | 4                          |                            |                            |  |    |                        |                        |                        |  |    |                   |                   |                   |
|  | O2                |               |               |   | San Antonio   | 4                          |                            |                            |  |    |                        |                        |                        |  |    |                   |                   |                   |
|  | O7                | Memphis       | 0             |   |               |                            |                            |                            |  |    |                        |                        |                        |  |    |                   |                   |                   |

Negrita - Ganador de las series
cursiva - Equipo con ventaja de campo

## Conferencia Este

### Primera ronda

#### (1) Cleveland Cavaliers vs. (8) Detroit Pistons
| April 17                      | Detroit Pistons                                                             | 101–106                               | Cleveland Cavaliers                                        |                                                                |  |  |
| ,2:00 PM                      | Parciales: 25—27, 33—26, 20—23, 33—30                                       | Parciales: 25—27, 33—26, 20—23, 33—30 | Parciales: 25—27, 33—26, 20—23, 33—30                      |                                                                |  |  |
|                               | Estadísticas Kentavious Caldwell—Pope 21 Andre Drummond 11 Reggie Jackson 7 | Reporte Pts Reb Asts                  | Estadísticas Kyrie Ivring 32 Kevin Love 28 LeBron James 11 | Pabellón: Quicken Loans Arena, Cleveland, Ohio Televisión: ABC |  |  |
| Cleveland gana las series 1—0 |                                                                             |                                       |                                                            |                                                                |  |  |
|                               |                                                                             |                                       |                                                            |                                                                |  |  |

| 20 de abril                     | Detroit Pistons                                                                  | 90–107                                | Cleveland Cavaliers                                              | |  |  |
| 8:00 PM                         | Parciales: 28–23, 25–32, 15–27, 22–25                                            | Parciales: 28–23, 25–32, 15–27, 22–25 | Parciales: 28–23, 25–32, 15–27, 22–25                            | |  |  |
|                                 | Estadísticas Andre Drummond 20 Caldwell-Pope, Harris 8 cada uno Reggie Jackson 6 | Reporte Pts Reb Asts                  | Estadísticas LeBron James 27 Kevin Love 10 Matthew Dellavedova 9 | Pabellón: Quicken Loans Arena, Cleveland, Ohio Asistencia: 20,562 espectadores Árbitros: Ken Mauer, Kane Fitzgerald, Brian Forte Televisión: TNT |  |  |
| Cleveland lidera las series 2–0 |                                                                                  |                                       |                                                                  | |  |  |
|                                 |                                                                                  |                                       |                                                                  | |  |  |

| 22 de abril                     | Cleveland Cavaliers                                         | 101–91                                | Detroit Pistons                                                                        | |  |  |
| 7:00 PM                         | Parciales: 24–27, 30–26, 25–20, 22–18                       | Parciales: 24–27, 30–26, 25–20, 22–18 | Parciales: 24–27, 30–26, 25–20, 22–18                                                  | |  |  |
|                                 | Estadísticas Kyrie Irving 26 LeBron James 13 LeBron James 7 | Reporte Pts Reb Asts                  | Estadísticas Kentavious Caldwell-Pope 18 Drummond, Harris 7 cada uno Reggie Jackson 12 | Pabellón: The Palace of Auburn Hills, Auburn Hills, Michigan Asistencia: 21,584 espectadores Árbitros: Monty McCutchen, Jason Phillips, Michael Smih Televisión: ESPN |  |  |
| Cleveland lidera las series 3–0 |                                                             |                                       |                                                                                        | |  |  |
|                                 |                                                             |                                       |                                                                                        | |  |  |

| 24 de abril                   | Cleveland Cavaliers                                       | 100–98                                | Detroit Pistons                                                  | |  |  |
| 8:30 PM                       | Parciales: 25–28, 28–24, 28–26, 19–20                     | Parciales: 25–28, 28–24, 28–26, 19–20 | Parciales: 25–28, 28–24, 28–26, 19–20                            | |  |  |
|                               | Estadísticas Kyrie Irving 31 Kevin Love 13 LeBron James 6 | Reporte Pts Reb Asts                  | Estadísticas Marcus Morris 24 Tobias Harris 13 Reggie Jackson 12 | Pabellón: The Palace of Auburn Hills, Auburn Hills, Michigan Asistencia: 21,584 espectadores Árbitros: Marc Davis, Bill Kennedy, Courtney Kirkland Televisión: TNT |  |  |
| Cleveland gana las series 4–0 |                                                           |                                       |                                                                  | |  |  |
|                               |                                                           |                                       |                                                                  | |  |  |

| 17 de noviembre de 2015 | Cleveland Cavaliers | 99–104  | Detroit Pistons |                                                              |  |
|                         |                     |         |                 |                                                              |  |
|                         |                     | Reporte |                 | Pabellón: The Palace of Auburn Hills, Auburn Hills, Michigan |  |

| 29 de enero de 2016 | Cleveland Cavaliers | 114–106 | Detroit Pistons |                                                              |  |
|                     |                     |         |                 |                                                              |  |
|                     |                     | Reporte |                 | Pabellón: The Palace of Auburn Hills, Auburn Hills, Michigan |  |

| 22 de febrero de 2016 | Detroit Pistons | 96–88   | Cleveland Cavaliers |                                                |  |
|                       |                 |         |                     |                                                |  |
|                       |                 | Reporte |                     | Pabellón: Quicken Loans Arena, Cleveland, Ohio |  |

| 13 de abril de 2016 | Detroit Pistons | 112–110 | Cleveland Cavaliers |                                                |  |
|                     |                 |         |                     |                                                |  |
|                     |                 | Reporte |                     | Pabellón: Quicken Loans Arena, Cleveland, Ohio |  |

Esta es la cuarta vez que se enfrentan en playoffs, los Cavaliers ganaron en 2 de las 3 primeras ocasiones.
| 2009 | Cleveland Cavaliers | 4–0 | Detroit Pistons |                                                |
|      |                     |     |                 |                                                |
|      |                     |     |                 | Pabellón: 1ª ronda de la Conferencia Este 2009 |

| 2007 | Detroit Pistons | 2–4 | Cleveland Cavaliers |                                               |
|      |                 |     |                     |                                               |
|      |                 |     |                     | Pabellón: Finales de la Conferencia Este 2007 |

| 2006 | Detroit Pistons | 4–3 | Cleveland Cavaliers |                                                   |
|      |                 |     |                     |                                                   |
|      |                 |     |                     | Pabellón: Semifinales de la Conferencia Este 2006 |

#### (2) Toronto Raptors vs. (7) Indiana Pacers
| 16 de abril                   | Indiana Pacers                                          | 100–90                                | Toronto Raptors                                               | |  |  |
| 12:30 PM                      | Parciales: 19–24, 24–21, 27–22, 30–23                   | Parciales: 19–24, 24–21, 27–22, 30–23 | Parciales: 19–24, 24–21, 27–22, 30–23                         | |  |  |
|                               | Estadísticas Paul George 33 Lavoy Allen 7 Paul George 6 | Reporte Pts Reb Asts                  | Estadísticas Cory Joseph 18 Jonas Valančiūnas 19 Kyle Lowry 7 | Pabellón: Air Canada Centre, Toronto, Ontario, Canada Asistencia: 19,800 espectadores Árbitros: Scott Foster, Tony Brothers, Josh Tiven Televisión: ESPN |  |  |
| Indiana lidera las series 1–0 |                                                         |                                       |                                                               | |  |  |
|                               |                                                         |                                       |                                                               | |  |  |

| 18 de abril          | Indiana Pacers                                                      | 87–98                                 | Toronto Raptors                                                     | |  |  |
| 7:30 PM              | Parciales: 16–27, 32–26, 18–21, 21–24                               | Parciales: 16–27, 32–26, 18–21, 21–24 | Parciales: 16–27, 32–26, 18–21, 21–24                               | |  |  |
|                      | Estadísticas Paul George 28 Solomon Hill 6 Ellis, Lawson 3 cada uno | Reporte Pts Reb Asts                  | Estadísticas Jonas Valančiūnas 23 Jonas Valančiūnas 15 Kyle Lowry 9 | Pabellón: Air Canada Centre, Toronto, Ontario, Canada Asistencia: 19,800 espectadores Árbitros: Monty McCutchen, Tony Brown, Jason Phillips Televisión: NBA TV |  |  |
| Series empatadas 1–1 |                                                                     |                                       |                                                                     | |  |  |
|                      |                                                                     |                                       |                                                                     | |  |  |

| 21 de abril                   | Toronto Raptors                                                           | 101–85                                | Indiana Pacers                                           | |  |  |
| 7:30 PM                       | Parciales: 24–17, 29–19, 18–23, 30–26                                     | Parciales: 24–17, 29–19, 18–23, 30–26 | Parciales: 24–17, 29–19, 18–23, 30–26                    | |  |  |
|                               | Estadísticas Lowry, DeRozan 21 cada uno Jonas Valančiūnas 14 Kyle Lowry 8 | Reporte Pts Reb Asts                  | Estadísticas Paul George 25 Paul George 10 Paul George 6 | Pabellón: Bankers Life Fieldhouse, Indianapolis, Indiana Asistencia: 18,165 espectadores Árbitros: James Capers, Bennie Adams, Rodney Mott Televisión: NBA TV |  |  |
| Toronto lidera las series 2–1 |                                                                           |                                       |                                                          | |  |  |
|                               |                                                                           |                                       |                                                          | |  |  |

| 23 de abril           | Toronto Raptors                                                  | 83–100                                | Indiana Pacers                                                      | |  |  |
| 3:00 PM               | Parciales: 16–28, 26–29, 16–16, 25–27                            | Parciales: 16–28, 26–29, 16–16, 25–27 | Parciales: 16–28, 26–29, 16–16, 25–27                               | |  |  |
|                       | Estadísticas Jonas Valančiūnas 16 Bismack Biyombo 9 Kyle Lowry 5 | Reporte Pts Reb Asts                  | Estadísticas Hill, Mahinmi 22 cada uno Ian Mahinmi 10 Ian Mahinmi 5 | Pabellón: Bankers Life Fieldhouse, Indianapolis, Indiana Asistencia: 18,165 espectadores Árbitros: Dan Crawford, Ron Garretson, Bill Spooner Televisión: TNT |  |  |
| Series empatadas, 2–2 |                                                                  |                                       |                                                                     | |  |  |
|                       |                                                                  |                                       |                                                                     | |  |  |

| 26 de abril                   | Indiana Pacers                                                  | 99–102                               | Toronto Raptors                                               | |  |  |
| 6:00 PM                       | Parciales: 35–20, 26–32, 29–25, 9–25                            | Parciales: 35–20, 26–32, 29–25, 9–25 | Parciales: 35–20, 26–32, 29–25, 9–25                          | |  |  |
|                               | Estadísticas Paul George 39 George, Turner 8 each Paul George 8 | Reporte Pts Reb Asts                 | Estadísticas DeMar DeRozan 34 Bismack Biyombo 16 Kyle Lowry 5 | Pabellón: Air Canada Centre, Toronto, Ontario, Canada Asistencia: 19,800 espectadores Árbitros: Marc Davis, Bill Kennedy, Zach Zarba Televisión: TNT |  |  |
| Toronto lidera las series 3–2 |                                                                 |                                      |                                                               | |  |  |
|                               |                                                                 |                                      |                                                               | |  |  |

| 29 de abril          | Toronto Raptors                                                           | 83–101                                | Indiana Pacers                                           | |  |  |
| 7:30 PM              | Parciales: 22–20, 22–20, 20–31, 19–30                                     | Parciales: 22–20, 22–20, 20–31, 19–30 | Parciales: 22–20, 22–20, 20–31, 19–30                    | |  |  |
|                      | Estadísticas Carroll, Joseph 15 cada uno Bismack Biyombo 10 Kyle Lowry 10 | Reporte Pts Reb Asts                  | Estadísticas Paul George 21 Paul George 11 Paul George 6 | Pabellón: Bankers Life Fieldhouse, Indianapolis, Indiana Asistencia: 18,165 espectadores Árbitros: Mike Callahan, Kane Fitzgerald, John Goble Televisión: ESPNEWS NBA TV |  |  |
| Series empatadas 3–3 |                                                                           |                                       |                                                          | |  |  |
|                      |                                                                           |                                       |                                                          | |  |  |

| 1 de mayo                   | Indiana Pacers                                           | 84–89                                 | Toronto Raptors                                                 | |  |  |
| 8:00 PM                     | Parciales: 23–28, 21–22, 20–28, 20–11                    | Parciales: 23–28, 21–22, 20–28, 20–11 | Parciales: 23–28, 21–22, 20–28, 20–11                           | |  |  |
|                             | Estadísticas Paul George 26 Paul George 12 Monta Ellis 7 | Reporte Pts Reb Asts                  | Estadísticas DeMar DeRozan 30 Jonas Valančiūnas 15 Kyle Lowry 9 | Pabellón: Air Canada Centre, Toronto, Ontario, Canada Asistencia: 20,669 espectadores Árbitros: Dan Crawford, Ron Garretson, Bill Spooner Televisión: TNT |  |  |
| Toronto gana las series 4–3 |                                                          |                                       |                                                                 | |  |  |
|                             |                                                          |                                       |                                                                 | |  |  |

| 28 de octubre de 2015 | Indiana Pacers | 99–106  | Toronto Raptors |                                                       |  |
|                       |                |         |                 |                                                       |  |
|                       |                | Reporte |                 | Pabellón: Air Canada Centre, Toronto, Ontario, Canada |  |

| 14 de diciembre de 2015 | Toronto Raptors | 90–106  | Indiana Pacers |                                                          |  |
|                         |                 |         |                |                                                          |  |
|                         |                 | Reporte |                | Pabellón: Bankers Life Fieldhouse, Indianapolis, Indiana |  |

| 17 de marzo de 2016 | Toronto Raptors | 101–94  | Indiana Pacers |                                                          |  |
|                     |                 |         |                |                                                          |  |
|                     |                 | Reporte |                | Pabellón: Bankers Life Fieldhouse, Indianapolis, Indiana |  |

| 8 de abril de 2016 | Indiana Pacers | 98–111  | Toronto Raptors |                                                       |  |
|                    |                |         |                 |                                                       |  |
|                    |                | Reporte |                 | Pabellón: Air Canada Centre, Toronto, Ontario, Canada |  |

Esta es la primera vez que se enfrentan en playoffs Raptors y Pacers.

#### (3) Miami Heat vs. (6) Charlotte Hornets
| April 17                  | Charlotte Hornets                                        | 91–123                                | Miami Heat                                                    |                                                                   |  |  |
| 5:30 PM                   | Parciales: 22-41, 28-26, 30-24, 26-17                    | Parciales: 22-41, 28-26, 30-24, 26-17 | Parciales: 22-41, 28-26, 30-24, 26-17                         |                                                                   |  |  |
|                           | Estadísticas Nicolas Batum 24 Cody Zeller 7 Jeremy Lin 3 | Reporte Pts Reb Asts                  | Estadísticas Luol Leng 31 Hassan Whiteside 11 Goran Dragić 10 | Pabellón: American Airlines Arena, Miami, Florida Televisión: TNT |  |  |
| Miami gana las series 1-0 |                                                          |                                       |                                                               |                                                                   |  |  |
|                           |                                                          |                                       |                                                               |                                                                   |  |  |

| 2 de abril                  | Charlotte Hornets                                                 | 103–115                               | Miami Heat                                                    | |  |  |
| 7:00 PM                     | Parciales: 29–29, 31–43, 18–19, 25–24                             | Parciales: 29–29, 31–43, 18–19, 25–24 | Parciales: 29–29, 31–43, 18–19, 25–24                         | |  |  |
|                             | Estadísticas Kemba Walker 29 Nicolas Batum 7 Batum, Walker 3 each | Reporte Pts Reb Asts                  | Estadísticas Dwyane Wade 28 Hassan Whiteside 13 Dwyane Wade 8 | Pabellón: American Airlines Arena, Miami, Florida Asistencia: 19,650 espectadores Árbitros: Marc Davis, Courtney Kirkland, Bill Spooner Televisión: NBA TV |  |  |
| Miami lidera las series 2–0 |                                                                   |                                       |                                                               | |  |  |
|                             |                                                                   |                                       |                                                               | |  |  |

| 23 de abril                 | Miami Heat                                                   | 80–96                                 | Charlotte Hornets                                            | |  |  |
| 5:30 PM                     | Parciales: 28–29, 16–20, 14–26, 22–21                        | Parciales: 28–29, 16–20, 14–26, 22–21 | Parciales: 28–29, 16–20, 14–26, 22–21                        | |  |  |
|                             | Estadísticas Luol Deng 19 Hassan Whiteside 18 Goran Dragić 4 | Reporte Pts Reb Asts                  | Estadísticas Jeremy Lin 18 Marvin Williams 14 Kemba Walker 7 | Pabellón: Time Warner Cable Arena, Charlotte, North Carolina Asistencia: 19,604 espectadores Árbitros: Mike Callahan, James Williams, Sean Wright Televisión: TNT |  |  |
| Miami lidera las series 2–1 |                                                              |                                       |                                                              | |  |  |
|                             |                                                              |                                       |                                                              | |  |  |

| 25 de abril          | Miami Heat                                                             | 85–89                                 | Charlotte Hornets                                                      | |  |  |
| 7:00 PM              | Parciales: 26–19, 13–29, 22–21, 24–20                                  | Parciales: 26–19, 13–29, 22–21, 24–20 | Parciales: 26–19, 13–29, 22–21, 24–20                                  | |  |  |
|                      | Estadísticas Joe Johnson 16 cuatro jugadores 7 cada uno Dwyane Wade 10 | Reporte Pts Reb Asts                  | Estadísticas Kemba Walker 34 Spencer Hawes 8 Jefferson, Lin 3 cada uno | Pabellón: Time Warner Cable Arena, Charlotte, North Carolina Asistencia: 19,156 espectadores Árbitros: Dan Crawford, Derrick Collins, Ron Garretson Televisión: NBA TV |  |  |
| Series empatadas 2–2 |                                                                        |                                       |                                                                        | |  |  |
|                      |                                                                        |                                       |                                                                        | |  |  |

| 27 de abril                     | Charlotte Hornets                                              | 90–88                                 | Miami Heat                                                    | |  |  |
| 8:00 PM                         | Parciales: 28–25, 21–22, 16–24, 25–17                          | Parciales: 28–25, 21–22, 16–24, 25–17 | Parciales: 28–25, 21–22, 16–24, 25–17                         | |  |  |
|                                 | Estadísticas Marvin Williams 17 Marvin Williams 8 Jeremy Lin 7 | Reporte Pts Reb Asts                  | Estadísticas Dwyane Wade 25 Hassan Whiteside 12 Dwyane Wade 4 | Pabellón: American Airlines Arena, Miami, Florida Asistencia: 19,685 espectadores Árbitros: Derrick Stafford, Kane Fitzgerald, Jason Phillips Televisión: TNT |  |  |
| Charlotte lidera las series 3–2 |                                                                |                                       |                                                               | |  |  |
|                                 |                                                                |                                       |                                                               | |  |  |

| 29 de abril          | Miami Heat                                                                     | 97–90                                 | Charlotte Hornets                                          | |  |  |
| 8:00 PM              | Parciales: 27–24, 32–26, 16–20, 22–20                                          | Parciales: 27–24, 32–26, 16–20, 22–20 | Parciales: 27–24, 32–26, 16–20, 22–20                      | |  |  |
|                      | Estadísticas Dwyane Wade 23 Whiteside, Dragic, Haslem 7 cada uno Dwyane Wade 4 | Reporte Pts Reb Asts                  | Estadísticas Kemba Walker 37 Al Jefferson 9 Kemba Walker 5 | Pabellón: Time Warner Cable Arena, Charlotte, North Carolina Asistencia: 19,636 espectadores Árbitros: Monty McCutchen, Bill Spooner, Tom Washington Televisión: ESPN |  |  |
| Series empatadas 3–3 |                                                                                |                                       |                                                            | |  |  |
|                      |                                                                                |                                       |                                                            | |  |  |

| 1 de mayo                 | Charlotte Hornets                                           | 73–106                                | Miami Heat                                                                        | |  |  |
| 1:00 PM                   | Parciales: 18–29, 24–25, 11–29, 20–23                       | Parciales: 18–29, 24–25, 11–29, 20–23 | Parciales: 18–29, 24–25, 11–29, 20–23                                             | |  |  |
|                           | Estadísticas Frank Kaminsky 12 Cody Zeller 7 Kemba Walker 6 | Reporte Pts Reb Asts                  | Estadísticas Goran Dragić 25 Hassan Whiteside 12 Johnson, Deng, Dragić 4 cada uno | Pabellón: American Airlines Arena, Miami, Florida Asistencia: 19,868 espectadores Árbitros: Mike Callahan, Bill Kennedy, Ed Malloy Televisión: ABC |  |  |
| Miami gana las series 4–3 |                                                             |                                       |                                                                                   | |  |  |
|                           |                                                             |                                       |                                                                                   | |  |  |

| 28 de octubre de 2015 | Charlotte Hornets | 94–104  | Miami Heat |                                                   |  |
|                       |                   |         |            |                                                   |  |
|                       |                   | Reporte |            | Pabellón: American Airlines Arena, Miami, Florida |  |

| 9 de diciembre de 2015 | Miami Heat | 81–99   | Charlotte Hornets |                                                              |  |
|                        |            |         |                   |                                                              |  |
|                        |            | Reporte |                   | Pabellón: Time Warner Cable Arena, Charlotte, North Carolina |  |

| 5 de febrero de 2016 | Miami Heat | 98–95   | Charlotte Hornets |                                                                  |  |
|                      |            |         |                   |                                                                  |  |
|                      |            | Reporte |                   | Pabellón: Time Warner Cable Arena, Charlotte, Carolina del Norte |  |

| 17 de marzo de 2016 | Charlotte Hornets | 109–106 | Miami Heat |                                                   |  |
|                     |                   |         |            |                                                   |  |
|                     |                   | Reporte |            | Pabellón: American Airlines Arena, Miami, Florida |  |

Esta es la tercera vez que se enfrentan en playoffs, los Heat ganaron el enfrentamiento más reciente en 2014.
| 2014 | Miami Heat | 4–0 | Charlotte Bobcats |                                                |
|      |            |     |                   |                                                |
|      |            |     |                   | Pabellón: 1ª ronda de la Conferencia Este 2014 |

| 2001 | Miami Heat | 0–3 | Charlotte Hornets |                                                |
|      |            |     |                   |                                                |
|      |            |     |                   | Pabellón: 1ª ronda de la Conferencia Este 2001 |

#### (4) Atlanta Hawks vs. (5) Boston Celtics
| 16 de abril                 | Boston Celtics                                               | 101–102                               | Atlanta Hawks                                           | |  |  |
| 7:00 PM                     | Parciales: 19–30, 15–21, 31–21, 36–30                        | Parciales: 19–30, 15–21, 31–21, 36–30 | Parciales: 19–30, 15–21, 31–21, 36–30                   | |  |  |
|                             | Estadísticas Isaiah Thomas 27 Jae Crowder 10 Isaiah Thomas 8 | Reporte Pts Reb Asts                  | Estadísticas Al Horford 24 Al Horford 12 Jeff Teague 12 | Pabellón: Philips Arena, Atlanta, Georgia Asistencia: 18,980 espectadores Árbitros: James Capers, Derrick Collins, Rodney Mott Televisión: ESPN |  |  |
| Atlanta gana las series 1–0 |                                                              |                                       |                                                         | |  |  |
|                             |                                                              |                                       |                                                         | |  |  |

| 19 de abril                   | Boston Celtics                                                                 | 72–89                                | Atlanta Hawks                                                      | |  |  |
| 7:00 PM                       | Parciales: 7–24, 21–19, 18–18, 26–28                                           | Parciales: 7–24, 21–19, 18–18, 26–28 | Parciales: 7–24, 21–19, 18–18, 26–28                               | |  |  |
|                               | Estadísticas Isaiah Thomas 16 Amir Johnson 8 Crowder, Smart, Turner 3 cada uno | Reporte Pts Reb Asts                 | Estadísticas Horford, Korver 17 each Kent Bazemore 9 Jeff Teague 6 | Pabellón: Philips Arena, Atlanta, Georgia Asistencia: 18,972 espectadores Árbitros: Scott Foster, Tony Brothers, Josh Tiven Televisión: TNT |  |  |
| Atlanta lidera las series 2–0 |                                                                                |                                      |                                                                    | |  |  |
|                               |                                                                                |                                      |                                                                    | |  |  |

| 22 de abril                   | Atlanta Hawks                                          | 103–111                               | Boston Celtics                                               | |  |  |
| 8:00 PM                       | Parciales: 20–37, 25–20, 33–23, 25–32                  | Parciales: 20–37, 25–20, 33–23, 25–32 | Parciales: 20–37, 25–20, 33–23, 25–32                        | |  |  |
|                               | Estadísticas Jeff Teague 23 Al Horford 13 Al Horford 6 | Reporte Pts Reb Asts                  | Estadísticas Isaiah Thomas 42 Jonas Jerebko 12 Evan Turner 7 | Pabellón: TD Garden, Boston, Massachusetts Asistencia: 18,624 espectadores Árbitros: Marc Davis, Eric Lewis, Zach Zarba Televisión: ESPN2 |  |  |
| Atlanta lidera las series 2–1 |                                                        |                                       |                                                              | |  |  |
|                               |                                                        |                                       |                                                              | |  |  |

| 24 de abril          | Atlanta Hawks                                                           | 95–104                                             | Boston Celtics                                                           | |  |  |
| 6:00 PM              | Parciales: 21–24, 27–22, 25–24, 19–22 (T.E.: 3–12)                      | Parciales: 21–24, 27–22, 25–24, 19–22 (T.E.: 3–12) | Parciales: 21–24, 27–22, 25–24, 19–22 (T.E.: 3–12)                       | |  |  |
|                      | Estadísticas Paul Millsap 45 Paul Millsap 13 Horford, Teague 5 cada uno | Reporte Pts Reb Asts                               | Estadísticas Isaiah Thomas 28 Jonas Jerebko 10 Thomas, Turner 6 cada uno | Pabellón: TD Garden, Boston, Massachusetts Asistencia: 18,624 espectadores Árbitros: Monty McCutchen, Bennie Adams, Jason Phillips Televisión: TNT |  |  |
| Series empatadas 2–2 |                                                                         |                                                    |                                                                          | |  |  |
|                      |                                                                         |                                                    |                                                                          | |  |  |

| 26 de abril                   | Boston Celtics                                             | 83–110                                | Atlanta Hawks                                                                       | |  |  |
| 8:30 PM                       | Parciales: 20–15, 19–32, 23–42, 21–21                      | Parciales: 20–15, 19–32, 23–42, 21–21 | Parciales: 20–15, 19–32, 23–42, 21–21                                               | |  |  |
|                               | Estadísticas Evan Turner 15 Jonas Jerebko 8 Terry Rozier 4 | Reporte Pts Reb Asts                  | Estadísticas Mike Scott 17 Horford, Millsap 8 cada uno Millsap, Schröder 6 cada uno | Pabellón: Philips Arena, Atlanta, Georgia Asistencia: 18,987 espectadores Árbitros: Mike Callahan, Pat Fraher, John Goble Televisión: TNT |  |  |
| Atlanta lidera las series 3–2 |                                                            |                                       |                                                                                     | |  |  |
|                               |                                                            |                                       |                                                                                     | |  |  |

| 28 de abril                 | Atlanta Hawks                                                | 104–92                                | Boston Celtics                                                      | |  |  |
| 8:00 PM                     | Parciales: 20–17, 21–16, 39–26, 24–33                        | Parciales: 20–17, 21–16, 39–26, 24–33 | Parciales: 20–17, 21–16, 39–26, 24–33                               | |  |  |
|                             | Estadísticas Paul Millsap 17 Kyle Korver 9 Dennis Schröder 8 | Reporte Pts Reb Asts                  | Estadísticas Isaiah Thomas 25 Smart, Turner 7 each Isaiah Thomas 10 | Pabellón: TD Garden, Boston, Massachusetts Asistencia: 18,624 espectadores Árbitros: Scott Foster, Tony Brothers, James Williams Televisión: TNT |  |  |
| Atlanta gana las series 4–2 |                                                              |                                       |                                                                     | |  |  |
|                             |                                                              |                                       |                                                                     | |  |  |

| 13 de noviembre de 2015 | Atlanta Hawks | 93–106  | Boston Celtics |                                            |  |
|                         |               |         |                |                                            |  |
|                         |               | Reporte |                | Pabellón: TD Garden, Boston, Massachusetts |  |

| 24 de noviembre de 2015 | Boston Celtics | 97–121  | Atlanta Hawks |                                           |  |
|                         |                |         |               |                                           |  |
|                         |                | Reporte |               | Pabellón: Philips Arena, Atlanta, Georgia |  |

| 18 de diciembre de 2015 | Atlanta Hawks | 109–101 | Boston Celtics |                                            |  |
|                         |               |         |                |                                            |  |
|                         |               | Reporte |                | Pabellón: TD Garden, Boston, Massachusetts |  |

| 9 de abril de 2016 | Boston Celtics | 107–118 | Atlanta Hawks |                                           |  |
|                    |                |         |               |                                           |  |
|                    |                | Reporte |               | Pabellón: Philips Arena, Atlanta, Georgia |  |

Esta es la 12.ª ocasión que se enfrentan en playoffs, con los Celtics ganando en 10 de las 11 primeras ocasiones.
| 2012 | Boston Celtics | 4–2 | Atlanta Hawks |                                               |
|      |                |     |               |                                               |
|      |                |     |               | Pabellón: 2012 Eastern Conference First Round |

| 2008 | Boston Celtics | 4–3 | Atlanta Hawks |                                               |
|      |                |     |               |                                               |
|      |                |     |               | Pabellón: 2008 Eastern Conference First Round |

| 1988 | Boston Celtics | 4–3 | Atlanta Hawks |                                              |
|      |                |     |               |                                              |
|      |                |     |               | Pabellón: 1988 Eastern Conference Semifinals |

| 1986 | Boston Celtics | 4–1 | Atlanta Hawks |                                              |
|      |                |     |               |                                              |
|      |                |     |               | Pabellón: 1986 Eastern Conference Semifinals |

| 1983 | Boston Celtics | 2–1 | Atlanta Hawks |                                               |
|      |                |     |               |                                               |
|      |                |     |               | Pabellón: 1983 Eastern Conference First Round |

| 1973 | Boston Celtics | 4–2 | Atlanta Hawks |                                              |
|      |                |     |               |                                              |
|      |                |     |               | Pabellón: 1973 Eastern Conference Semifinals |

| 1972 | Boston Celtics | 4–2 | Atlanta Hawks |                                              |
|      |                |     |               |                                              |
|      |                |     |               | Pabellón: 1972 Eastern Conference Semifinals |

| 1961 | Boston Celtics | 4–1 | St. Louis Hawks |                           |
|      |                |     |                 |                           |
|      |                |     |                 | Pabellón: 1961 NBA Finals |

| 1960 | Boston Celtics | 4–3 | St. Louis Hawks |                           |
|      |                |     |                 |                           |
|      |                |     |                 | Pabellón: 1960 NBA Finals |

| 1958 | Boston Celtics | 2–4 | St. Louis Hawks |                           |
|      |                |     |                 |                           |
|      |                |     |                 | Pabellón: 1958 NBA Finals |

| 1957 | Boston Celtics | 4–3 | St. Louis Hawks |                           |
|      |                |     |                 |                           |
|      |                |     |                 | Pabellón: 1957 NBA Finals |

### Semifinales de Conferencia

#### (1) Cleveland Cavaliers vs. (4) Atlanta Hawks
| 2 de mayo                       | Atlanta Hawks                                                     | 93–104                                | Cleveland Cavaliers                                             | |  |  |
| 7:00 PM                         | Parciales: 19–30, 22–21, 29–23, 23–30                             | Parciales: 19–30, 22–21, 29–23, 23–30 | Parciales: 19–30, 22–21, 29–23, 23–30                           | |  |  |
|                                 | Estadísticas Dennis Schröder 27 Paul Millsap 13 Dennis Schröder 6 | Reporte Pts Reb Asts                  | Estadísticas LeBron James 25 Tristan Thompson 14 LeBron James 9 | Pabellón: Quicken Loans Arena, Cleveland, Ohio Asistencia: 20,562 espectadores Árbitros: Scott Foster, Eric Lewis, Zach Zarba Televisión: TNT |  |  |
| Cleveland lidera las series 1–0 |                                                                   |                                       |                                                                 | |  |  |
|                                 |                                                                   |                                       |                                                                 | |  |  |

| 4 de mayo                       | Atlanta Hawks                                              | 98–123                                | Cleveland Cavaliers                                                       | |  |  |
| 8:00 PM                         | Parciales: 20–35, 18–39, 32–32, 28–17                      | Parciales: 20–35, 18–39, 32–32, 28–17 | Parciales: 20–35, 18–39, 32–32, 28–17                                     | |  |  |
|                                 | Estadísticas Paul Millsap 16 Paul Millsap 11 Jeff Teague 6 | Reporte Pts Reb Asts                  | Estadísticas LeBron James 27 Kevin Love 13 Dellavedova, Irving 6 cada uno | Pabellón: Quicken Loans Arena, Cleveland, Ohio Asistencia: 20,562 espectadores Árbitros: Mike Callahan, Rodney Mott, Sean Wright Televisión: TNT |  |  |
| Cleveland lidera las series 2–0 |                                                            |                                       |                                                                           | |  |  |
|                                 |                                                            |                                       |                                                                           | |  |  |

| 6 de mayo                       | Cleveland Cavaliers                                        | 121–108                               | Atlanta Hawks                                            | |  |  |
| 7:00 PM                         | Parciales: 31–28, 24–35, 30–28, 36–17                      | Parciales: 31–28, 24–35, 30–28, 36–17 | Parciales: 31–28, 24–35, 30–28, 36–17                    | |  |  |
|                                 | Estadísticas Channing Frye 27 Kevin Love 15 LeBron James 8 | Reporte Pts Reb Asts                  | Estadísticas Al Horford 24 Paul Millsap 8 Jeff Teague 14 | Pabellón: Philips Arena, Atlanta, Georgia Asistencia: 19,089 espectadores Árbitros: Dan Crawford, Tony Brothers, Ron Garretson Televisión: ESPN |  |  |
| Cleveland lidera las series 3–0 |                                                            |                                       |                                                          | |  |  |
|                                 |                                                            |                                       |                                                          | |  |  |

| 8 de mayo                     | Cleveland Cavaliers                                     | 100–99                                | Atlanta Hawks                                                    | |  |  |
| 3:30 PM                       | Parciales: 27–36, 29–22, 25–19, 19–22                   | Parciales: 27–36, 29–22, 25–19, 19–22 | Parciales: 27–36, 29–22, 25–19, 19–22                            | |  |  |
|                               | Estadísticas Kevin Love 27 Kevin Love 13 LeBron James 9 | Reporte Pts Reb Asts                  | Estadísticas Dennis Schröder 21 Paul Millsap 9 Dennis Schröder 6 | Pabellón: Philips Arena, Atlanta, Georgia Asistencia: 19,031 espectadores Árbitros: Marc Davis, Bennie Adams, Jason Phillips Televisión: ABC |  |  |
| Cleveland gana las series 4–0 |                                                         |                                       |                                                                  | |  |  |
|                               |                                                         |                                       |                                                                  | |  |  |

| 21 de noviembre de 2015 | Atlanta Hawks | 97–109  | Cleveland Cavaliers |                                                |  |
|                         |               |         |                     |                                                |  |
|                         |               | Reporte |                     | Pabellón: Quicken Loans Arena, Cleveland, Ohio |  |

| 1 de abril de 2016 | Cleveland Cavaliers | 110–108 | Atlanta Hawks |                                           |  |
|                    |                     |         |               |                                           |  |
|                    |                     | Reporte |               | Pabellón: Philips Arena, Atlanta, Georgia |  |

| 11 de abril de 2016 | Atlanta Hawks | 94–109  | Cleveland Cavaliers |                                                |  |
|                     |               |         |                     |                                                |  |
|                     |               | Reporte |                     | Pabellón: Quicken Loans Arena, Cleveland, Ohio |  |

Esta es la tercera vez que se enfrentan en playoffs, con los Cavaliers ganando en las dos primeras ocasiones.
| 2015 | Atlanta Hawks | 0–4 | Cleveland Cavaliers |                                          |
|      |               |     |                     |                                          |
|      |               |     |                     | Pabellón: 2015 Eastern Conference Finals |

| 2009 | Cleveland Cavaliers | 4–0 | Atlanta Hawks |                                              |
|      |                     |     |               |                                              |
|      |                     |     |               | Pabellón: 2009 Eastern Conference Semifinals |

#### (2) Toronto Raptors vs. (3) Miami Heat
| 3 de mayo                   | Miami Heat                                                     | 102–96                                             | Toronto Raptors                                                     | |  |  |
| 8:00 PM                     | Parciales: 18–18, 23–25, 27–20, 22–27 (T.E.: 12–6)             | Parciales: 18–18, 23–25, 27–20, 22–27 (T.E.: 12–6) | Parciales: 18–18, 23–25, 27–20, 22–27 (T.E.: 12–6)                  | |  |  |
|                             | Estadísticas Goran Dragić 26 Hassan Whiteside 17 Dwyane Wade 4 | Reporte Pts Reb Asts                               | Estadísticas Jonas Valančiūnas 24 Jonas Valančiūnas 14 Kyle Lowry 6 | Pabellón: Air Canada Centre, Toronto, Ontario Asistencia: 19,800 espectadores Árbitros: Monty McCutchen, Jason Phillips, Josh Tiven Televisión: TNT, TSN |  |  |
| Miami lidera las series 1–0 |                                                                |                                                    |                                                                     | |  |  |
|                             |                                                                |                                                    |                                                                     | |  |  |

| 5 de mayo            | Miami Heat                                                                  | 92–96                                              | Toronto Raptors                                                 | |  |  |
| 8:00 PM              | Parciales: 19–29, 22–19, 24–15, 21–23 (T.E.: 6–10)                          | Parciales: 19–29, 22–19, 24–15, 21–23 (T.E.: 6–10) | Parciales: 19–29, 22–19, 24–15, 21–23 (T.E.: 6–10)              | |  |  |
|                      | Estadísticas Goran Dragić 20 Hassan Whiteside 13 Dragić, Johnson 4 cada uno | Reporte Pts Reb Asts                               | Estadísticas DeMar DeRozan 20 Jonas Valančiūnas 12 Kyle Lowry 6 | Pabellón: Air Canada Centre, Toronto, Ontario Asistencia: 20,906 espectadores Árbitros: Ken Mauer, Derrick Collins, John Goble Televisión: ESPN |  |  |
| Series empatadas 1–1 |                                                                             |                                                    |                                                                 | |  |  |
|                      |                                                                             |                                                    |                                                                 | |  |  |

| 7 de mayo                     | Toronto Raptors                                                 | 95–91                                 | Miami Heat                                              | |  |  |
| 5:00 PM                       | Parciales: 23–19, 26–21, 19–28, 27–23                           | Parciales: 23–19, 26–21, 19–28, 27–23 | Parciales: 23–19, 26–21, 19–28, 27–23                   | |  |  |
|                               | Estadísticas Kyle Lowry 33 Jonas Valančiūnas 12 DeMar DeRozan 5 | Reporte Pts Reb Asts                  | Estadísticas Dwyane Wade 38 Dwyane Wade 8 Dwyane Wade 4 | Pabellón: American Airlines Arena, Miami, Florida Asistencia: 19,675 espectadores Árbitros: James Capers, Kane Fitzgerald, Ed Malloy Televisión: ESPN |  |  |
| Toronto lidera las series 2–1 |                                                                 |                                       |                                                         | |  |  |
|                               |                                                                 |                                       |                                                         | |  |  |

| 9 de mayo            | Toronto Raptors                                                       | 87–94                                              | Miami Heat                                             | |  |  |
| 8:00 PM              | Parciales: 21–25, 14–19, 27–16, 21–23 (T.E.: 4–11)                    | Parciales: 21–25, 14–19, 27–16, 21–23 (T.E.: 4–11) | Parciales: 21–25, 14–19, 27–16, 21–23 (T.E.: 4–11)     | |  |  |
|                      | Estadísticas Joseph, Ross 14 cada uno Bismack Biyombo 13 Kyle Lowry 9 | Reporte Pts Reb Asts                               | Estadísticas Dwyane Wade 30 Luol Deng 9 Goran Dragić 4 | Pabellón: American Airlines Arena, Miami, Florida Asistencia: 19,600 espectadores Árbitros: Mike Callahan, Brian Forte, Bill Kennedy Televisión: TNT |  |  |
| Series empatadas 2–2 |                                                                       |                                                    |                                                        | |  |  |
|                      |                                                                       |                                                    |                                                        | |  |  |

| 11 de mayo                    | Miami Heat                                                               | 91–99                                 | Toronto Raptors                                         | |  |  |
| 8:00 PM                       | Parciales: 18–28, 27–27, 17–20, 29–24                                    | Parciales: 18–28, 27–27, 17–20, 29–24 | Parciales: 18–28, 27–27, 17–20, 29–24                   | |  |  |
|                               | Estadísticas Dwyane Wade 20 Joe Johnson 8 Tyler Johnson, Wade 4 cada uno | Reporte Pts Reb Asts                  | Estadísticas DeMar DeRozan 34 Kyle Lowry 9 Kyle Lowry 6 | Pabellón: Air Canada Centre, Toronto, Ontario Asistencia: 20,155 espectadores Árbitros: Scott Foster, Tony Brothers, Sean Wright Televisión: TNT |  |  |
| Toronto lidera las series 3–2 |                                                                          |                                       |                                                         | |  |  |
|                               |                                                                          |                                       |                                                         | |  |  |

| May 13               | Toronto Raptors                                            | 91–103                                | Miami Heat                                                | |  |  |
| 8:00 PM              | Parciales: 20–21, 24–32, 28–29, 19–21                      | Parciales: 20–21, 24–32, 28–29, 19–21 | Parciales: 20–21, 24–32, 28–29, 19–21                     | |  |  |
|                      | Estadísticas Kyle Lowry 36 Bismack Biyombo 13 Kyle Lowry 3 | Reporte Pts Reb Asts                  | Estadísticas Goran Dragić 30 Goran Dragić 7 Dwyane Wade 5 | Pabellón: American Airlines Arena, Miami, Florida Asistencia: 19,757 espectadores Árbitros: Monty McCutchen, Sean Corbin, Marc Davis Televisión: ESPN |  |  |
| Series empatadas 3–3 |                                                            |                                       |                                                           | |  |  |
|                      |                                                            |                                       |                                                           | |  |  |

| May 15                      | Miami Heat                                                         | 89–116                                | Toronto Raptors                                            | |  |  |
| 3:30 PM                     | Parciales: 24–25, 23–28, 31–33, 11–30                              | Parciales: 24–25, 23–28, 31–33, 11–30 | Parciales: 24–25, 23–28, 31–33, 11–30                      | |  |  |
|                             | Estadísticas Dragić, Wade 16 each Justise Winslow 8 Goran Dragić 7 | Reporte Pts Reb Asts                  | Estadísticas Kyle Lowry 35 Bismack Biyombo 16 Kyle Lowry 9 | Pabellón: Air Canada Centre, Toronto, Ontario Asistencia: 20,257 espectadores Árbitros: Dan Crawford, James Capers, Zach Zarba Televisión: ABC |  |  |
| Toronto gana las series 4-3 |                                                                    |                                       |                                                            | |  |  |
|                             |                                                                    |                                       |                                                            | |  |  |

| 8 de noviembre de 2015 | Toronto Raptors | 76–96   | Miami Heat |                                                   |  |
|                        |                 |         |            |                                                   |  |
|                        |                 | Reporte |            | Pabellón: American Airlines Arena, Miami, Florida |  |

| 18 de diciembre de 2015 | Toronto Raptors | 108–94  | Miami Heat |                                                   |  |
|                         |                 |         |            |                                                   |  |
|                         |                 | Reporte |            | Pabellón: American Airlines Arena, Miami, Florida |  |

| 22 de enero de 2016 | Miami Heat | 81–101  | Toronto Raptors |                                                       |  |
|                     |            |         |                 |                                                       |  |
|                     |            | Reporte |                 | Pabellón: Air Canada Centre, Toronto, Ontario, Canada |  |

| 12 de marzo de 2016 | Miami Heat | 104–112 | Toronto Raptors |                                                       |  |
|                     |            |         |                 |                                                       |  |
|                     |            | Reporte |                 | Pabellón: Air Canada Centre, Toronto, Ontario, Canada |  |

Este es el primer enfrentamiento en playoffs entre los Raptors y Miami Heat.

### Finales de Conferencia

#### (1) Cleveland Cavaliers vs. (2) Toronto Raptors
| 17 de mayo                      | Toronto Raptors                                                                            | 84–115                                | Cleveland Cavaliers                                              | |  |  |
| 8:30 PM                         | Parciales: 28–33, 16–33, 23–29, 17–20                                                      | Parciales: 28–33, 16–33, 23–29, 17–20 | Parciales: 28–33, 16–33, 23–29, 17–20                            | |  |  |
|                                 | Estadísticas DeMar DeRozan 18 Biyombo, Lowry, Johnson 4 cada uno DeRozan, Lowry 5 cada uno | Reporte Pts Reb Asts                  | Estadísticas Kyrie Irving 27 Richard Jefferson 11 Kyrie Irving 5 | Pabellón: Quicken Loans Arena, Cleveland, Ohio Asistencia: 20,562 espectadores Árbitros: Scott Foster, Sean Corbin, Jason Phillips Televisión: ESPN |  |  |
| Cleveland lidera las series 1-0 |                                                                                            |                                       |                                                                  | |  |  |
|                                 |                                                                                            |                                       |                                                                  | |  |  |

| 19 de mayo                      | Toronto Raptors                                                | 89–108                                | Cleveland Cavaliers                                              | |  |  |
| 8:30 PM                         | Parciales: 28–30, 20–32, 21–24, 20–22                          | Parciales: 28–30, 20–32, 21–24, 20–22 | Parciales: 28–30, 20–32, 21–24, 20–22                            | |  |  |
|                                 | Estadísticas DeMar DeRozan 22 Kyle Lowry 6 Patrick Patterson 4 | Reporte Pts Reb Asts                  | Estadísticas Kyrie Irving 26 Tristan Thompson 12 LeBron James 11 | Pabellón: Quicken Loans Arena, Cleveland, Ohio Asistencia: 20,562 espectadores Árbitros: Dan Crawford, James Capers, Sean Wright Televisión: ESPN |  |  |
| Cleveland lidera las series 2-0 |                                                                |                                       |                                                                  | |  |  |
|                                 |                                                                |                                       |                                                                  | |  |  |

| 21 de mayo                      | Cleveland Cavaliers                                                    | 84–99                                 | Toronto Raptors                                                  | |  |  |
| 8:30 PM                         | Parciales: 24–27, 23–33, 23–20, 14–19                                  | Parciales: 24–27, 23–33, 23–20, 14–19 | Parciales: 24–27, 23–33, 23–20, 14–19                            | |  |  |
|                                 | Estadísticas LeBron James 24 James, Thompson 8 cada uno LeBron James 5 | Reporte Pts Reb Asts                  | Estadísticas DeMar DeRozan 32 Bismack Biyombo 26 DeMar DeRozan 4 | Pabellón: Air Canada Centre, Toronto, Ontario Asistencia: 20,207 espectadores Árbitros: Ken Mauer, Marc Davis, Pat Fraher Televisión: ESPN |  |  |
| Cleveland lidera las series 2-1 |                                                                        |                                       |                                                                  | |  |  |
|                                 |                                                                        |                                       |                                                                  | |  |  |

| 23 de mayo           | Cleveland Cavaliers                                                          | 99–105                                | Toronto Raptors                                            | |  |  |
| 8:30 PM              | Parciales: 24–27, 17–30, 28–21, 30–27                                        | Parciales: 24–27, 17–30, 28–21, 30–27 | Parciales: 24–27, 17–30, 28–21, 30–27                      | |  |  |
|                      | Estadísticas LeBron James 29 James, Thompson 9 cada uno Irving, James 6 each | Reporte Pts Reb Asts                  | Estadísticas Kyle Lowry 35 Bismack Biyombo 14 Kyle Lowry 5 | Pabellón: Air Canada Centre, Toronto, Ontario Asistencia: 20,367 espectadores Árbitros: Monty McCutchen, David Guthrie, Derrick Stafford Televisión: ESPN |  |  |
| Series empatadas 2-2 |                                                                              |                                       |                                                            | |  |  |
|                      |                                                                              |                                       |                                                            | |  |  |

| May 25                          | Toronto Raptors                                             | 78–116                                | Cleveland Cavaliers                                           | |  |  |
| 8:30 PM                         | Parciales: 19–37, 15–28, 26–35, 18–16                       | Parciales: 19–37, 15–28, 26–35, 18–16 | Parciales: 19–37, 15–28, 26–35, 18–16                         | |  |  |
|                                 | Estadísticas DeMar DeRozan 14 Jason Thompson 5 Kyle Lowry 6 | Reporte Pts Reb Asts                  | Estadísticas Kevin Love 25 Tristan Thompson 10 LeBron James 8 | Pabellón: Quicken Loans Arena, Cleveland, Ohio Asistencia: 20,562 espectadores Árbitros: Mike Callahan, Ed Malloy, Tom Washington Televisión: ESPN |  |  |
| Cleveland lidera las series 3-2 |                                                             |                                       |                                                               | |  |  |
|                                 |                                                             |                                       |                                                               | |  |  |

| 27 de mayo                    | Cleveland Cavaliers                                       | 113–87                                | Toronto Raptors                                                        | |  |  |
| 8:30 PM                       | Parciales: 31–25, 24–16, 31–33, 27–13                     | Parciales: 31–25, 24–16, 31–33, 27–13 | Parciales: 31–25, 24–16, 31–33, 27–13                                  | |  |  |
|                               | Estadísticas LeBron James 33 Kevin Love 12 Kyrie Irving 9 | Reporte Pts Reb Asts                  | Estadísticas Kyle Lowry 35 Bismack Biyombo 9 DeRozan, Lowry 3 cada uno | Pabellón: Air Canada Centre, Toronto, Ontario Asistencia: 20,605 espectadores Árbitros: Dan Crawford, Bill Kennedy, Jason Phillips Televisión: ESPN |  |  |
| Cleveland gana las series 4-2 |                                                           |                                       |                                                                        | |  |  |
|                               |                                                           |                                       |                                                                        | |  |  |

| 25 de noviembre de 2015 | Cleveland Cavaliers | 99–103  | Toronto Raptors |                                               |  |
|                         |                     |         |                 |                                               |  |
|                         |                     | Reporte |                 | Pabellón: Air Canada Centre, Toronto, Ontario |  |

| 4 de enero de 2016 | Toronto Raptors | 100–122 | Cleveland Cavaliers |                                                |  |
|                    |                 |         |                     |                                                |  |
|                    |                 | Reporte |                     | Pabellón: Quicken Loans Arena, Cleveland, Ohio |  |

| 26 de febrero de 2016 | Cleveland Cavaliers | 97–99   | Toronto Raptors |                                               |  |
|                       |                     |         |                 |                                               |  |
|                       |                     | Reporte |                 | Pabellón: Air Canada Centre, Toronto, Ontario |  |

Esta es la primera vez que los Cavaliers y los Raptors se enfrentan en unos playoffs.

## Conferencia Oeste

### Primera ronda

#### (1) Golden State Warriors vs. (8) Houston Rockets
| 16 de abril                        | Houston Rockets                                             | 78–104                                | Golden State Warriors                                            | |  |  |
| 3:30 PM                            | Parciales: 15–33, 18–27, 27–22, 18–22                       | Parciales: 15–33, 18–27, 27–22, 18–22 | Parciales: 15–33, 18–27, 27–22, 18–22                            | |  |  |
|                                    | Estadísticas James Harden 17 Clint Capela 12 Corey Brewer 6 | Reporte Pts Reb Asts                  | Estadísticas Stephen Curry 24 Draymond Green 10 Andre Iguodala 7 | Pabellón: Oracle Arena, Oakland, California Asistencia: 19,596 espectadores Árbitros: Dan Crawford, Ron Garretson, Mark Lindsay Televisión: ABC |  |  |
| Golden State lidera las series 1–0 |                                                             |                                       |                                                                  | |  |  |
|                                    |                                                             |                                       |                                                                  | |  |  |

| 18 de abril                        | Houston Rockets                                               | 106–115                               | Golden State Warriors                                            | |  |  |
| 10:30 PM                           | Parciales: 30–33, 28–33, 21–20, 27–29                         | Parciales: 30–33, 28–33, 21–20, 27–29 | Parciales: 30–33, 28–33, 21–20, 27–29                            | |  |  |
|                                    | Estadísticas James Harden 28 Dwight Howard 10 James Harden 11 | Reporte Pts Reb Asts                  | Estadísticas Klay Thompson 34 Draymond Green 14 Draymond Green 8 | Pabellón: Oracle Arena, Oakland, California Asistencia: 19,596 espectadores Árbitros: James Capers, John Goble, Rodney Mott Televisión: TNT |  |  |
| Golden State lidera las series 2–0 |                                                               |                                       |                                                                  | |  |  |
|                                    |                                                               |                                       |                                                                  | |  |  |

| 21 de abril                        | Golden State Warriors                                              | 96–97                                 | Houston Rockets                                                        | |  |  |
| 9:30 PM                            | Parciales: 18–31, 30–24, 24–23, 24–19                              | Parciales: 18–31, 30–24, 24–23, 24–19 | Parciales: 18–31, 30–24, 24–23, 24–19                                  | |  |  |
|                                    | Estadísticas Marreese Speights 22 Klay Thompson 8 Draymond Green 7 | Reporte Pts Reb Asts                  | Estadísticas James Harden 35 Howard, Motiejūnas 13 each James Harden 9 | Pabellón: Toyota Center, Houston, Texas Asistencia: 18,200 espectadores Árbitros: Scott Foster, Mark Ayotte, Tom Washington Televisión: TNT |  |  |
| Golden State lidera las series 2–1 |                                                                    |                                       |                                                                        | |  |  |
|                                    |                                                                    |                                       |                                                                        | |  |  |

| 24 de abril                        | Golden State Warriors                                             | 121–94                                | Houston Rockets                                                | |  |  |
| 3:30 PM                            | Parciales: 29–29, 27–27, 41–20, 24–18                             | Parciales: 29–29, 27–27, 41–20, 24–18 | Parciales: 29–29, 27–27, 41–20, 24–18                          | |  |  |
|                                    | Estadísticas Klay Thompson 23 Draymond Green 8 Shaun Livingston 9 | Reporte Pts Reb Asts                  | Estadísticas Dwight Howard 19 Dwight Howard 15 James Harden 10 | Pabellón: Toyota Center, Houston, Texas Asistencia: 18,200 espectadores Árbitros: Derrick Stafford, Kane Fitzgerald, Zach Zarba Televisión: ABC |  |  |
| Golden State lidera las series 3–1 |                                                                   |                                       |                                                                | |  |  |
|                                    |                                                                   |                                       |                                                                | |  |  |

| April 27                         | Houston Rockets                                              | 81–114                                | Golden State Warriors                                           | |  |  |
| 10:30 PM                         | Parciales: 20–37, 17–22, 22–30, 22–25                        | Parciales: 20–37, 17–22, 22–30, 22–25 | Parciales: 20–37, 17–22, 22–30, 22–25                           | |  |  |
|                                  | Estadísticas James Harden 35 Dwight Howard 21 James Harden 6 | Reporte Pts Reb Asts                  | Estadísticas Klay Thompson 27 Draymond Green 9 Draymond Green 8 | Pabellón: Oracle Arena, Oakland, California Asistencia: 19,596 espectadores Árbitros: Ken Mauer, Brian Forte, Ed Malloy Televisión: TNT |  |  |
| Golden State gana las series 4–1 |                                                              |                                       |                                                                 | |  |  |
|                                  |                                                              |                                       |                                                                 | |  |  |

| 30 de octubre de 2015 | Golden State Warriors | 112–92  | Houston Rockets |                                         |  |
|                       |                       |         |                 |                                         |  |
|                       |                       | Reporte |                 | Pabellón: Toyota Center, Houston, Texas |  |

| 31 de diciembre de 2015 | Golden State Warriors | 114–110 | Houston Rockets |                                         |  |
|                         |                       |         |                 |                                         |  |
|                         |                       | Reporte |                 | Pabellón: Toyota Center, Houston, Texas |  |

| 9 de febrero de 2016 | Houston Rockets | 110–123 | Golden State Warriors |                                             |  |
|                      |                 |         |                       |                                             |  |
|                      |                 | Reporte |                       | Pabellón: Oracle Arena, Oakland, California |  |

Esta es la segunda vez que se enfrentan en playoffs, en la primera en 2015 los Golden State batieron a Houston 4–1 en las finales de la Conferencia Oeste.
| \| 2015 \| Golden State Warriors \| 4–1 \| Houston Rockets \| \| \| \| \| \| \| \| \| \| \| \| \| Pabellón: 2015 Western Conference Finals \| |                       |     |                 |                                          |
| 2015 | Golden State Warriors | 4–1 | Houston Rockets |                                          |
| |                       |     |                 |                                          |
| |                       |     |                 | Pabellón: 2015 Western Conference Finals |

#### (2) San Antonio Spurs vs. (7) Memphis Grizzlies
| 17 de abril                     | Memphis Grizzlies                                              | 74–106                                | San Antonio Spurs                                         | |  |  |
| 8:00 PM                         | Parciales: 13–22, 24–26, 14–33, 23–25                          | Parciales: 13–22, 24–26, 14–33, 23–25 | Parciales: 13–22, 24–26, 14–33, 23–25                     | |  |  |
|                                 | Estadísticas Vince Carter 16 Chris Andersen 9 Xavier Munford 4 | Reporte Pts Reb Asts                  | Estadísticas Kawhi Leonard 20 Tim Duncan 11 Tony Parker 6 | Pabellón: AT&T Center, San Antonio, Texas Asistencia: 18,418 espectadores Árbitros: Mike Callahan, Pat Fraher, Sean Wright Televisión: TNT |  |  |
| San Antonio gana las series 1–0 |                                                                |                                       |                                                           | |  |  |
|                                 |                                                                |                                       |                                                           | |  |  |

| 19 de abril                       | Memphis Grizzlies                                           | 68–94                                 | San Antonio Spurs                                                  | |  |  |
| 9:30 PM                           | Parciales: 11–22, 24–27, 18–21, 15–24                       | Parciales: 11–22, 24–27, 18–21, 15–24 | Parciales: 11–22, 24–27, 18–21, 15–24                              | |  |  |
|                                   | Estadísticas Tony Allen 12 Zach Randolph 12 Zach Randolph 3 | Reporte Pts Reb Asts                  | Estadísticas Patty Mills 16 Tim Duncan 9 Duncan, Parker 4 cada uno | Pabellón: AT&T Center, San Antonio, Texas Asistencia: 18,418 espectadores Árbitros: Mike Callahan, Tom Washington, James Williams Televisión: TNT |  |  |
| San Antonio lidera las series 2–0 |                                                             |                                       |                                                                    | |  |  |
|                                   |                                                             |                                       |                                                                    | |  |  |

| April 22                          | San Antonio Spurs                                                | 96–87                                 | Memphis Grizzlies                                                      | |  |  |
| 9:30 PM                           | Parciales: 26–18, 18–25, 26–28, 26–16                            | Parciales: 26–18, 18–25, 26–28, 26–16 | Parciales: 26–18, 18–25, 26–28, 26–16                                  | |  |  |
|                                   | Estadísticas Kawhi Leonard 29 LaMarcus Aldridge 10 Tony Parker 7 | Reporte Pts Reb Asts                  | Estadísticas Zach Randolph 20 Barnes, Randolph 11 each Jordan Farmar 6 | Pabellón: FedExForum, Memphis, Tennessee Asistencia: 18,119 espectadores Árbitros: Derrick Stafford, Kane Fitzgerald, Gary Zielinski Televisión: ESPN |  |  |
| San Antonio lidera las series 3–0 |                                                                  |                                       |                                                                        | |  |  |
|                                   |                                                                  |                                       |                                                                        | |  |  |

| April 24                        | San Antonio Spurs                                                  | 116–95                                | Memphis Grizzlies                                                  | |  |  |
| 1:00 PM                         | Parciales: 25–19, 22–26, 37–21, 32–29                              | Parciales: 25–19, 22–26, 37–21, 32–29 | Parciales: 25–19, 22–26, 37–21, 32–29                              | |  |  |
|                                 | Estadísticas Kawhi Leonard 21 LaMarcus Aldridge 10 Kawhi Leonard 4 | Reporte Pts Reb Asts                  | Estadísticas Lance Stephenson 26 Chris Andersen 13 Jordan Farmar 5 | Pabellón: FedExForum, Memphis, Tennessee Asistencia: 18,119 espectadores Árbitros: James Capers, John Goble, David Guthrie Televisión: ABC |  |  |
| San Antonio gana las series 4–0 |                                                                    |                                       |                                                                    | |  |  |
|                                 |                                                                    |                                       |                                                                    | |  |  |

| 21 de noviembre de 2015 | Memphis Grizzlies | 82–92   | San Antonio Spurs |                                           |  |
|                         |                   |         |                   |                                           |  |
|                         |                   | Reporte |                   | Pabellón: AT&T Center, San Antonio, Texas |  |

| 3 de diciembre de 2015 | San Antonio Spurs | 103–83  | Memphis Grizzlies |                                          |  |
|                        |                   |         |                   |                                          |  |
|                        |                   | Reporte |                   | Pabellón: FedExForum, Memphis, Tennessee |  |

| 25 de marzo de 2016 | Memphis Grizzlies | 104–110 | San Antonio Spurs |                                           |  |
|                     |                   |         |                   |                                           |  |
|                     |                   | Reporte |                   | Pabellón: AT&T Center, San Antonio, Texas |  |

| 28 de marzo de 2016 | San Antonio Spurs | 101–87  | Memphis Grizzlies |                                          |  |
|                     |                   |         |                   |                                          |  |
|                     |                   | Reporte |                   | Pabellón: FedExForum, Memphis, Tennessee |  |

Esta es la cuarta vez que se enfrentan en playoffs, San Antonio ganó la más reciente en 2013.
| 2013 | San Antonio Spurs | 4–0 | Memphis Grizzlies |                                          |
|      |                   |     |                   |                                          |
|      |                   |     |                   | Pabellón: 2013 Western Conference Finals |

| 2011 | San Antonio Spurs | 2–4 | Memphis Grizzlies |                                               |
|      |                   |     |                   |                                               |
|      |                   |     |                   | Pabellón: 2011 Western Conference First Round |

| 2004 | San Antonio Spurs | 4–0 | Memphis Grizzlies |                                               |
|      |                   |     |                   |                                               |
|      |                   |     |                   | Pabellón: 2004 Western Conference First Round |

#### (3) Oklahoma City Thunder vs. (6) Dallas Mavericks
| 16 de abril                         | Dallas Mavericks                                                                     | 70–108                                | Oklahoma City Thunder                                                 | |  |  |
| 9:30 PM                             | Parciales: 11–26, 22–33, 18–34, 19–15                                                | Parciales: 11–26, 22–33, 18–34, 19–15 | Parciales: 11–26, 22–33, 18–34, 19–15                                 | |  |  |
|                                     | Estadísticas Dirk Nowitzki 18 Powell, Pachulia 6 cada uno Williams, Barea 3 cada uno | Reporte Pts Reb Asts                  | Estadísticas Russell Westbrook 24 Enes Kanter 13 Russell Westbrook 11 | Pabellón: Chesapeake Energy Arena, Oklahoma City, Oklahoma Asistencia: 18,203 espectadores Árbitros: Monty McCutchen, Tony Brown, John Goble Televisión: ESPN |  |  |
| Oklahoma City lidera las series 1–0 |                                                                                      |                                       |                                                                       | |  |  |
|                                     |                                                                                      |                                       |                                                                       | |  |  |

| 18 de abril          | Dallas Mavericks                                                  | 85–84                                 | Oklahoma City Thunder                                                 | |  |  |
| 8:00 PM              | Parciales: 24–20, 21–23, 14–19, 26–22                             | Parciales: 24–20, 21–23, 14–19, 26–22 | Parciales: 24–20, 21–23, 14–19, 26–22                                 | |  |  |
|                      | Estadísticas Raymond Felton 21 Raymond Felton 11 Deron Williams 5 | Reporte Pts Reb Asts                  | Estadísticas Kevin Durant 21 Russell Westbrook 14 Russell Westbrook 6 | Pabellón: Chesapeake Energy Arena, Oklahoma City, Oklahoma Asistencia: 18,203 espectadores Árbitros: Dan Crawford, David Guthrie, Bill Spooner Televisión: TNT |  |  |
| Series empatadas 1–1 |                                                                   |                                       |                                                                       | |  |  |
|                      |                                                                   |                                       |                                                                       | |  |  |

| 21 de abril                         | Oklahoma City Thunder                                           | 131–102                               | Dallas Mavericks                                                                     | |  |  |
| 7:00 PM                             | Parciales: 27–21, 31–27, 39–30, 34–24                           | Parciales: 27–21, 31–27, 39–30, 34–24 | Parciales: 27–21, 31–27, 39–30, 34–24                                                | |  |  |
|                                     | Estadísticas Kevin Durant 34 Enes Kanter 8 Russell Westbrook 15 | Reporte Pts Reb Asts                  | Estadísticas Wesley Matthews 22 Dirk Nowitzki, Pachulia 6 cada uno José Juan Barea 7 | Pabellón: American Airlines Center, Dallas, Texas Asistencia: 20,150 espectadores Árbitros: Mike Callahan, Sean Wright, Pat Fraher Televisión: TNT |  |  |
| Oklahoma City lidera las series 2–1 |                                                                 |                                       |                                                                                      | |  |  |
|                                     |                                                                 |                                       |                                                                                      | |  |  |

| 23 de abril                         | Oklahoma City Thunder                                                       | 119–108                               | Dallas Mavericks                                                | |  |  |
| 8:00 PM                             | Parciales: 33–18, 24–30, 32–31, 30–29                                       | Parciales: 33–18, 24–30, 32–31, 30–29 | Parciales: 33–18, 24–30, 32–31, 30–29                           | |  |  |
|                                     | Estadísticas Enes Kanter 28 Adams, Roberson 8 cada uno Russell Westbrook 15 | Reporte Pts Reb Asts                  | Estadísticas Dirk Nowitzki 27 Dirk Nowitzki 8 Raymond Felton 11 | Pabellón: American Airlines Center, Dallas, Texas Asistencia: 20,516 espectadores Árbitros: Ken Mauer, Ed Malloy, Sean Corbin Televisión: ESPN |  |  |
| Oklahoma City lidera las series 3–1 |                                                                             |                                       |                                                                 | |  |  |
|                                     |                                                                             |                                       |                                                                 | |  |  |

| 25 de abril                       | Dallas Mavericks                                              | 104–118                               | Oklahoma City Thunder                                                      | |  |  |
| 8:00 PM                           | Parciales: 24–35, 37–33, 22–25, 21–25                         | Parciales: 24–35, 37–33, 22–25, 21–25 | Parciales: 24–35, 37–33, 22–25, 21–25                                      | |  |  |
|                                   | Estadísticas Dirk Nowitzki 24 Dwight Powell 9 Zaza Pachulia 9 | Reporte Pts Reb Asts                  | Estadísticas Russell Westbrook 36 Russell Westbrook 12 Russell Westbrook 9 | Pabellón: Chesapeake Energy Arena, Oklahoma City, Oklahoma Asistencia: 18,203 espectadores Árbitros: Scott Foster, Rodney Mott, Tom Washington Televisión: TNT |  |  |
| Oklahoma City gana las series 4–1 |                                                               |                                       |                                                                            | |  |  |
|                                   |                                                               |                                       |                                                                            | |  |  |

| 22 de noviembre de 2015 | Dallas Mavericks | 114–117 | Oklahoma City Thunder |                                                            |  |
|                         |                  |         |                       |                                                            |  |
|                         |                  | Reporte |                       | Pabellón: Chesapeake Energy Arena, Oklahoma City, Oklahoma |  |

| 13 de enero de 2016 | Dallas Mavericks | 89–108  | Oklahoma City Thunder |                                                            |  |
|                     |                  |         |                       |                                                            |  |
|                     |                  | Reporte |                       | Pabellón: Chesapeake Energy Arena, Oklahoma City, Oklahoma |  |

| 22 de enero de 2016 | Oklahoma City Thunder | 109–106 | Dallas Mavericks |                                                   |  |
|                     |                       |         |                  |                                                   |  |
|                     |                       | Reporte |                  | Pabellón: American Airlines Center, Dallas, Texas |  |

| 24 de febrero de 2016 | Oklahoma City Thunder | 116–103 | Dallas Mavericks |                                                   |  |
|                       |                       |         |                  |                                                   |  |
|                       |                       | Reporte |                  | Pabellón: American Airlines Center, Dallas, Texas |  |

Esta es la quinta ocasión que se enfrentan en playoffs, con dos victorias previas para cada equipo.
| 2012 | Oklahoma City Thunder | 4–0 | Dallas Mavericks |                                               |
|      |                       |     |                  |                                               |
|      |                       |     |                  | Pabellón: 2012 Western Conference First Round |

| 2011 | Dallas Mavericks | 4–1 | Oklahoma City Thunder |                                          |
|      |                  |     |                       |                                          |
|      |                  |     |                       | Pabellón: 2011 Western Conference Finals |

| 1987 | Dallas Mavericks | 1–3 | Seattle SuperSonics |                                               |
|      |                  |     |                     |                                               |
|      |                  |     |                     | Pabellón: 1987 Western Conference First Round |

| 1984 | Dallas Mavericks | 3–2 | Seattle SuperSonics |                                               |
|      |                  |     |                     |                                               |
|      |                  |     |                     | Pabellón: 1984 Western Conference First Round |

#### (4) Los Angeles Clippers vs. (5) Portland Trail Blazers
| 17 de abril                     | Portland Trail Blazers                                             | 95–115                                | Los Angeles Clippers                                                 | |  |  |
| 10:30 PM                        | Parciales: 21–26, 21–24, 24–31, 29–34                              | Parciales: 21–26, 21–24, 24–31, 29–34 | Parciales: 21–26, 21–24, 24–31, 29–34                                | |  |  |
|                                 | Estadísticas Damian Lillard 21 Al-Farouq Aminu 12 Damian Lillard 8 | Reporte Pts Reb Asts                  | Estadísticas Chris Paul 28 Griffin, Jordan 12 cada uno Chris Paul 11 | Pabellón: Staples Center, Los Ángeles, California Asistencia: 19,122 espectadores Árbitros: Marc Davis, Bill Kennedy, Eric Lewis Televisión: ESPN |  |  |
| Los Ángeles gana las series 1–0 |                                                                    |                                       |                                                                      | |  |  |
|                                 |                                                                    |                                       |                                                                      | |  |  |

| 20 de abril                       | Portland Trail Blazers                                                         | 81–102                                | Los Angeles Clippers                                                 | |  |  |
| 10:30 PM                          | Parciales: 17–22, 26–25, 18–20, 20–35                                          | Parciales: 17–22, 26–25, 18–20, 20–35 | Parciales: 17–22, 26–25, 18–20, 20–35                                | |  |  |
|                                   | Estadísticas Lillard, Plumlee 17 cada uno Aminu, Plumlee 10 cada uno Plumlee 7 | Reporte Pts Reb Asts                  | Estadísticas Chris Paul 25 DeAndre Jordan 18 Paul, Jordan 5 cada uno | Pabellón: Staples Center, Los Ángeles, California Asistencia: 19,127 espectadores Árbitros: Derrick Stafford, Bill Kennedy, Leroy Richardson Televisión: TNT |  |  |
| Los Ángeles lidera las series 2–0 |                                                                                |                                       |                                                                      | |  |  |
|                                   |                                                                                |                                       |                                                                      | |  |  |

| 23 de abril                       | Los Angeles Clippers                                      | 88–96                                 | Portland Trail Blazers                                          | |  |  |
| 10:30 PM                          | Parciales: 19–22, 21–27, 27–21, 21–26                     | Parciales: 19–22, 21–27, 27–21, 21–26 | Parciales: 19–22, 21–27, 27–21, 21–26                           | |  |  |
|                                   | Estadísticas Chris Paul 26 DeAndre Jordan 16 Chris Paul 9 | Reporte Pts Reb Asts                  | Estadísticas Damian Lillard 32 Mason Plumlee 21 Mason Plumlee 9 | Pabellón: Moda Center, Portland, Oregón Asistencia: 19,761 espectadores Árbitros: Scott Foster, Tony Brothers, Tom Washington Televisión: ESPN |  |  |
| Los Ángeles lidera las series 2–1 |                                                           |                                       |                                                                 | |  |  |
|                                   |                                                           |                                       |                                                                 | |  |  |

| 25 de abril          | Los Angeles Clippers                                                   | 84–98                                 | Portland Trail Blazers                                            | |  |  |
| 10:30 PM             | Parciales: 20–24, 23–23, 21–19, 20–32                                  | Parciales: 20–24, 23–23, 21–19, 20–32 | Parciales: 20–24, 23–23, 21–19, 20–32                             | |  |  |
|                      | Estadísticas Green, Griffin 17 cada uno DeAndre Jordan 15 Chris Paul 4 | Reporte Pts Reb Asts                  | Estadísticas Al-Farouq Aminu 30 Mason Plumlee 14 Mason Plumlee 10 | Pabellón: Moda Center, Portland, Oregón Asistencia: 19,607 espectadores Árbitros: Ken Mauer, Brian Forte, Ed Malloy Televisión: TNT |  |  |
| Series empatadas 2–2 |                                                                        |                                       |                                                                   | |  |  |
|                      |                                                                        |                                       |                                                                   | |  |  |

| 27 de abril                    | Portland Trail Blazers                                           | 108–98                                | Los Angeles Clippers                                                         | |  |  |
| 10:00 PM                       | Parciales: 18–18, 27–32, 26–21, 37–27                            | Parciales: 18–18, 27–32, 26–21, 37–27 | Parciales: 18–18, 27–32, 26–21, 37–27                                        | |  |  |
|                                | Estadísticas C. J. McCollum 27 Mason Plumlee 15 Damian Lillard 5 | Reporte Pts Reb Asts                  | Estadísticas J. J. Redick 19 DeAndre Jordan 17 Crawford, Prigioni 4 cada uno | Pabellón: Staples Center, Los Ángeles, California Asistencia: 19,060 espectadores Árbitros: Dan Crawford, Ron Garretson, Bill Spooner Televisión: NBA TV |  |  |
| Portland lidera las series 3–2 |                                                                  |                                       |                                                                              | |  |  |
|                                |                                                                  |                                       |                                                                              | |  |  |

| 29 de abril                  | Los Angeles Clippers                                             | 103–106                               | Portland Trail Blazers                                           | |  |  |
| 10:30 PM                     | Parciales: 24–24, 24–26, 34–30, 21–26                            | Parciales: 24–24, 24–26, 34–30, 21–26 | Parciales: 24–24, 24–26, 34–30, 21–26                            | |  |  |
|                              | Estadísticas Jamal Crawford 32 DeAndre Jordan 20 Austin Rivers 8 | Reporte Pts Reb Asts                  | Estadísticas Damian Lillard 28 Mason Plumlee 14 Damian Lillard 7 | Pabellón: Moda Center, Portland, Oregón Asistencia: 19,768 espectadores Árbitros: Marc Davis, Sean Wright, Zach Zarba Televisión: ESPN |  |  |
| Portland gana las series 4-2 |                                                                  |                                       |                                                                  | |  |  |
|                              |                                                                  |                                       |                                                                  | |  |  |

| 20 de noviembre de 2015 | Los Angeles Clippers | 91–102  | Portland Trail Blazers |                                         |  |
|                         |                      |         |                        |                                         |  |
|                         |                      | Reporte |                        | Pabellón: Moda Center, Portland, Oregón |  |

| 30 de noviembre de 2015 | Portland Trail Blazers | 87–102  | Los Angeles Clippers |                                                   |  |
|                         |                        |         |                      |                                                   |  |
|                         |                        | Reporte |                      | Pabellón: Staples Center, Los Ángeles, California |  |

| 6 de enero de 2016 | Los Angeles Clippers | 109–98  | Portland Trail Blazers |                                         |  |
|                    |                      |         |                        |                                         |  |
|                    |                      | Reporte |                        | Pabellón: Moda Center, Portland, Oregón |  |

| 24 de marzo de 2016 | Portland Trail Blazers | 94–96   | Los Angeles Clippers |                                                   |  |
|                     |                        |         |                      |                                                   |  |
|                     |                        | Reporte |                      | Pabellón: Staples Center, Los Ángeles, California |  |

Esta es la primera ocasión que se enfrentan en playoffs.

### Semifinales de Conferencia

#### (1) Golden State Warriors vs. (5) Portland Trail Blazers
| 1 de mayo                          | Portland Trail Blazers                                          | 106–118                               | Golden State Warriors                                             | |  |  |
| 3:30 PM                            | Parciales: 17–37, 34–28, 22–28, 33–25                           | Parciales: 17–37, 34–28, 22–28, 33–25 | Parciales: 17–37, 34–28, 22–28, 33–25                             | |  |  |
|                                    | Estadísticas Damian Lillard 30 Mason Plumlee 13 Mason Plumlee 6 | Reporte Pts Reb Asts                  | Estadísticas Klay Thompson 37 Draymond Green 13 Draymond Green 11 | Pabellón: Oracle Arena, Oakland, California Asistencia: 19,596 espectadores Árbitros: Monty McCutchen, James Capers, John Goble Televisión: ABC |  |  |
| Golden State lidera las series 1–0 |                                                                 |                                       |                                                                   | |  |  |
|                                    |                                                                 |                                       |                                                                   | |  |  |

| 3 de mayo                          | Portland Trail Blazers                                           | 99–110                                | Golden State Warriors                                            | |  |  |
| 10:30 PM                           | Parciales: 34–21, 25–30, 28–25, 12–34                            | Parciales: 34–21, 25–30, 28–25, 12–34 | Parciales: 34–21, 25–30, 28–25, 12–34                            | |  |  |
|                                    | Estadísticas Damian Lillard 25 Mason Plumlee 11 Damian Lillard 6 | Reporte Pts Reb Asts                  | Estadísticas Klay Thompson 27 Draymond Green 14 Draymond Green 7 | Pabellón: Oracle Arena, Oakland, California Asistencia: 19,596 espectadores Árbitros: Dan Crawford, Courtney Kirkland, Derrick Stafford Televisión: TNT |  |  |
| Golden State lidera las series 2–0 |                                                                  |                                       |                                                                  | |  |  |
|                                    |                                                                  |                                       |                                                                  | |  |  |

| 7 de mayo                          | Golden State Warriors                                               | 108–120                               | Portland Trail Blazers                                                    | |  |  |
| 8:30 PM                            | Parciales: 28–22, 18–36, 34–35, 28–27                               | Parciales: 28–22, 18–36, 34–35, 28–27 | Parciales: 28–22, 18–36, 34–35, 28–27                                     | |  |  |
|                                    | Estadísticas Draymond Green 37 Draymond Green 9 Shaun Livingston 10 | Reporte Pts Reb Asts                  | Estadísticas Damian Lillard 40 Aminu, Davis 10 cada uno Damian Lillard 10 | Pabellón: Moda Center, Portland, Oregón Asistencia: 19,673 espectadores Árbitros: Mike Callahan, Pat Fraher, Bill Kennedy Televisión: ABC |  |  |
| Golden State lidera las series 2–1 |                                                                     |                                       |                                                                           | |  |  |
|                                    |                                                                     |                                       |                                                                           | |  |  |

| 9 de mayo                          | Golden State Warriors                                                        | 132–125                                             | Portland Trail Blazers                                            | |  |  |
| 10:30 PM                           | Parciales: 18–26, 39–41, 29–18, 25–26 (T.E.: 21–14)                          | Parciales: 18–26, 39–41, 29–18, 25–26 (T.E.: 21–14) | Parciales: 18–26, 39–41, 29–18, 25–26 (T.E.: 21–14)               | |  |  |
|                                    | Estadísticas Stephen Curry 40 Bogut, Curry, Green 9 cada uno Stephen Curry 8 | Reporte Pts Reb Asts                                | Estadísticas Damian Lillard 36 Mason Plumlee 15 Damian Lillard 10 | Pabellón: Moda Center, Portland, Oregón Asistencia: 19,583 espectadores Árbitros: Scott Foster, Ed Malloy, Tom Washington Televisión: TNT |  |  |
| Golden State lidera las series 3–1 |                                                                              |                                                     |                                                                   | |  |  |
|                                    |                                                                              |                                                     |                                                                   | |  |  |

| 11 de mayo                       | Portland Trail Blazers                                            | 121–125                               | Golden State Warriors                                            | |  |  |
| 10:30 PM                         | Parciales: 30–27, 33–31, 28–35, 30–32                             | Parciales: 30–27, 33–31, 28–35, 30–32 | Parciales: 30–27, 33–31, 28–35, 30–32                            | |  |  |
|                                  | Estadísticas Damian Lillard 28 Al-Farouq Aminu 9 Damian Lillard 7 | Reporte Pts Reb Asts                  | Estadísticas Klay Thompson 33 Draymond Green 11 Stephen Curry 11 | Pabellón: Oracle Arena, Oakland, California Asistencia: 19,596 espectadores Árbitros: Ken Mauer, Marc Davis, James Williams Televisión: TNT |  |  |
| Golden State gana las series 4–1 |                                                                   |                                       |                                                                  | |  |  |
|                                  |                                                                   |                                       |                                                                  | |  |  |

| 8 de enero de 2016 | Golden State Warriors | 128–108 | Portland Trail Blazers |                                         |  |
|                    |                       |         |                        |                                         |  |
|                    |                       | Reporte |                        | Pabellón: Moda Center, Portland, Oregón |  |

| 19 de febrero de 2016 | Golden State Warriors | 105–137 | Portland Trail Blazers |                                         |  |
|                       |                       |         |                        |                                         |  |
|                       |                       | Reporte |                        | Pabellón: Moda Center, Portland, Oregón |  |

| 11 de marzo de 2016 | Portland Trail Blazers | 112–128 | Golden State Warriors |                                             |  |
|                     |                        |         |                       |                                             |  |
|                     |                        | Reporte |                       | Pabellón: Oracle Arena, Oakland, California |  |

| 3 de abril de 2016 | Portland Trail Blazers | 111–136 | Golden State Warriors |                                             |  |
|                    |                        |         |                       |                                             |  |
|                    |                        | Reporte |                       | Pabellón: Oracle Arena, Oakland, California |  |

Este es el primer enfrentamiento en la historia de los playoffs entre Warriors y Trail Blazers.

#### (2) San Antonio Spurs vs. (3) Oklahoma City Thunder
| 30 de abril                 | Oklahoma City Thunder                                           | 92–124                                | San Antonio Spurs                                                | |  |  |
| 8:30 PM                     | Parciales: 20–43, 20–30, 26–32, 26–19                           | Parciales: 20–43, 20–30, 26–32, 26–19 | Parciales: 20–43, 20–30, 26–32, 26–19                            | |  |  |
|                             | Estadísticas Serge Ibaka 19 Steven Adams 10 Russell Westbrook 9 | Reporte Pts Reb Asts                  | Estadísticas LaMarcus Aldridge 38 Kyle Anderson 7 Tony Parker 12 | Pabellón: AT&T Center, San Antonio, Texas Asistencia: 18,418 espectadores Árbitros: Scott Foster, Tony Brothers, David Guthrie Televisión: TNT |  |  |
| San Antonio lead series 1–0 |                                                                 |                                       |                                                                  | |  |  |
|                             |                                                                 |                                       |                                                                  | |  |  |

| 2 de mayo            | Oklahoma City Thunder                                                  | 98–97                                 | San Antonio Spurs                                            | |  |  |
| 9:30 PM              | Parciales: 29–21, 27–32, 21–23, 21–21                                  | Parciales: 29–21, 27–32, 21–23, 21–21 | Parciales: 29–21, 27–32, 21–23, 21–21                        | |  |  |
|                      | Estadísticas Russell Westbrook 29 Steven Adams 17 Russell Westbrook 10 | Reporte Pts Reb Asts                  | Estadísticas LaMarcus Aldridge 41 Tim Duncan 9 Tony Parker 6 | Pabellón: AT&T Center, San Antonio, Texas Asistencia: 18,418 espectadores Árbitros: Ken Mauer, Sean Corbin, Marc Davis Televisión: TNT |  |  |
| Series empatadas 1–1 |                                                                        |                                       |                                                              | |  |  |
|                      |                                                                        |                                       |                                                              | |  |  |

| 6 de mayo                         | San Antonio Spurs                                            | 100–96                                | Oklahoma City Thunder                                                 | |  |  |
| 9:30 PM                           | Parciales: 27–20, 20–22, 25–27, 28–27                        | Parciales: 27–20, 20–22, 25–27, 28–27 | Parciales: 27–20, 20–22, 25–27, 28–27                                 | |  |  |
|                                   | Estadísticas Kawhi Leonard 31 Kawhi Leonard 11 Tony Parker 5 | Reporte Pts Reb Asts                  | Estadísticas Russell Westbrook 31 Steven Adams 11 Russell Westbrook 8 | Pabellón: Chesapeake Energy Arena, Oklahoma City, Oklahoma Asistencia: 18,203 espectadores Árbitros: Monty McCutchen, Derrick Stafford, James Williams Televisión: ESPN |  |  |
| San Antonio lidera las series 2–1 |                                                              |                                       |                                                                       | |  |  |
|                                   |                                                              |                                       |                                                                       | |  |  |

| 8 de mayo            | San Antonio Spurs                                                 | 97–111                                | Oklahoma City Thunder                                             | |  |  |
| 8:00 PM              | Parciales: 27–17, 26–28, 28–32, 16–34                             | Parciales: 27–17, 26–28, 28–32, 16–34 | Parciales: 27–17, 26–28, 28–32, 16–34                             | |  |  |
|                      | Estadísticas Tony Parker 22 David West 7 Mills, Parker 3 cada uno | Reporte Pts Reb Asts                  | Estadísticas Kevin Durant 41 Steven Adams 11 Russell Westbrook 15 | Pabellón: Chesapeake Energy Arena, Oklahoma City, Oklahoma Asistencia: 18,203 espectadores Árbitros: Dan Crawford, Bill Spooner, Zach Zarba Televisión: TNT |  |  |
| Series empatadas 2–2 |                                                                   |                                       |                                                                   | |  |  |
|                      |                                                                   |                                       |                                                                   | |  |  |

| May 10                              | Oklahoma City Thunder                                                | 95–91                                 | San Antonio Spurs                                               | |  |  |
| 8:00 PM                             | Parciales: 22–16, 21–32, 26–24, 26–19                                | Parciales: 22–16, 21–32, 26–24, 26–19 | Parciales: 22–16, 21–32, 26–24, 26–19                           | |  |  |
|                                     | Estadísticas Russell Westbrook 35 Enes Kanter 13 Russell Westbrook 9 | Reporte Pts Reb Asts                  | Estadísticas Kawhi Leonard 26 LaMarcus Aldridge 9 Tony Parker 5 | Pabellón: AT&T Center, San Antonio, Texas Asistencia: 18,418 espectadores Árbitros: Monty McCutchen, John Goble, Jason Phillips Televisión: TNT |  |  |
| Oklahoma City lidera las series 3–2 |                                                                      |                                       |                                                                 | |  |  |
|                                     |                                                                      |                                       |                                                                 | |  |  |

| May 12 | San Antonio Spurs | vs.      | Oklahoma City Thunder |                                                                             |  |
| TBD    |                   |          |                       |                                                                             |  |
|        |                   | Boxscore |                       | Pabellón: Chesapeake Energy Arena, Oklahoma City, Oklahoma Televisión: ESPN |  |

| May 15 | Oklahoma City Thunder | vs.      | San Antonio Spurs* |                                                           |  |
| TBD    |                       |          |                    |                                                           |  |
|        |                       | Boxscore |                    | Pabellón: AT&T Center, San Antonio, Texas Televisión: TNT |  |

| 28 de octubre de 2015 | San Antonio Spurs | 106–112 | Oklahoma City Thunder |                                                            |  |
|                       |                   |         |                       |                                                            |  |
|                       |                   | Reporte |                       | Pabellón: Chesapeake Energy Arena, Oklahoma City, Oklahoma |  |

| 12 de marzo de 2016 | Oklahoma City Thunder | 85–93   | San Antonio Spurs |                                           |  |
|                     |                       |         |                   |                                           |  |
|                     |                       | Reporte |                   | Pabellón: AT&T Center, San Antonio, Texas |  |

| 26 de marzo de 2016 | San Antonio Spurs | 92–111  | Oklahoma City Thunder |                                                            |  |
|                     |                   |         |                       |                                                            |  |
|                     |                   | Reporte |                       | Pabellón: Chesapeake Energy Arena, Oklahoma City, Oklahoma |  |

| 12 de abril de 2016 | Oklahoma City Thunder | 98–102  | San Antonio Spurs |                                           |  |
|                     |                       |         |                   |                                           |  |
|                     |                       | Reporte |                   | Pabellón: AT&T Center, San Antonio, Texas |  |

Esta es la sexta ocasión que se enfrentan en playoffs, los Spurs ganaron cuatro de las cinco ocasiones precedentes.
| 2014 | San Antonio Spurs | 4–2 | Oklahoma City Thunder |                                          |
|      |                   |     |                       |                                          |
|      |                   |     |                       | Pabellón: 2014 Western Conference Finals |

| 2012 | San Antonio Spurs | 2–4 | Oklahoma City Thunder |                                          |
|      |                   |     |                       |                                          |
|      |                   |     |                       | Pabellón: 2012 Western Conference Finals |

| 2005 | San Antonio Spurs | 4–2 | Seattle SuperSonics |                                              |
|      |                   |     |                     |                                              |
|      |                   |     |                     | Pabellón: 2005 Western Conference Semifinals |

| 2002 | San Antonio Spurs | 3–2 | Seattle SuperSonics |                                               |
|      |                   |     |                     |                                               |
|      |                   |     |                     | Pabellón: 2002 Western Conference First Round |

| 1982 | Seattle SuperSonics | 1–4 | San Antonio Spurs |                                              |
|      |                     |     |                   |                                              |
|      |                     |     |                   | Pabellón: 1982 Western Conference Semifinals |

### Finales de Conferencia

#### (1) Golden State Warriors vs. (3) Oklahoma City Thunder
| 16 de mayo                          | Oklahoma City Thunder                                                  | 108–102                               | Golden State Warriors                                          | |  |  |
| 9:00 PM                             | Parciales: 21–27, 26–33, 38–28, 23–14                                  | Parciales: 21–27, 26–33, 38–28, 23–14 | Parciales: 21–27, 26–33, 38–28, 23–14                          | |  |  |
|                                     | Estadísticas Russell Westbrook 27 Steven Adams 12 Russell Westbrook 12 | Reporte Pts Reb Asts                  | Estadísticas Stephen Curry 26 Stephen Curry 10 Stephen Curry 7 | Pabellón: Oracle Arena, Oakland, California Asistencia: 19,596 espectadores Árbitros: Monty McCutchen, Derrick Stafford, Tom Washington Televisión: TNT |  |  |
| Oklahoma City lidera las series 1-0 |                                                                        |                                       |                                                                | |  |  |
|                                     |                                                                        |                                       |                                                                | |  |  |

| 18 de mayo           | Oklahoma City Thunder                                             | 91–118                                | Golden State Warriors                                           | |  |  |
| 9:00 PM              | Parciales: 20–27, 29–30, 19–31, 23–30                             | Parciales: 20–27, 29–30, 19–31, 23–30 | Parciales: 20–27, 29–30, 19–31, 23–30                           | |  |  |
|                      | Estadísticas Kevin Durant 29 Steven Adams 10 Russell Westbrook 12 | Reporte Pts Reb Asts                  | Estadísticas Stephen Curry 28 Draymond Green 8 Draymond Green 7 | Pabellón: Oracle Arena, Oakland, California Asistencia: 19,596 espectadores Árbitros: Mike Callahan, Kane Fitzgerald, Ed Malloy Televisión: TNT |  |  |
| Series empatadas 1-1 |                                                                   |                                       |                                                                 | |  |  |
|                      |                                                                   |                                       |                                                                 | |  |  |

| 22 de mayo                          | Golden State Warriors                                               | 105–133                               | Oklahoma City Thunder                                            | |  |  |
| 8:00 PM                             | Parciales: 28–34, 19–38, 31–45, 25–16                               | Parciales: 28–34, 19–38, 31–45, 25–16 | Parciales: 28–34, 19–38, 31–45, 25–16                            | |  |  |
|                                     | Estadísticas Stephen Curry 24 Brandon Rush 5 5 jugadores 3 cada uno | Reporte Pts Reb Asts                  | Estadísticas Kevin Durant 33 Enes Kanter 12 Russell Westbrook 12 | Pabellón: Chesapeake Energy Arena, Oklahoma City, Oklahoma Asistencia: 18,203 espectadores Árbitros: Scott Foster, Tony Brothers, Zach Zarba Televisión: TNT |  |  |
| Oklahoma City lidera las series 2-1 |                                                                     |                                       |                                                                  | |  |  |
|                                     |                                                                     |                                       |                                                                  | |  |  |

| 24 de mayo                          | Golden State Warriors                                           | 94–118                                | Oklahoma City Thunder                                                    | |  |  |
| 9:00 PM                             | Parciales: 26–30, 27–42, 29–22, 12–24                           | Parciales: 26–30, 27–42, 29–22, 12–24 | Parciales: 26–30, 27–42, 29–22, 12–24                                    | |  |  |
|                                     | Estadísticas Klay Thompson 26 Draymond Green 11 Stephen Curry 5 | Reporte Pts Reb Asts                  | Estadísticas Russell Westbrook 36 André Roberson 12 Russell Westbrook 11 | Pabellón: Chesapeake Energy Arena, Oklahoma City, Oklahoma Asistencia: 18,203 espectadores Árbitros: Danny Crawford, John Goble, Bill Kennedy Televisión: TNT |  |  |
| Oklahoma City lidera las series 3-1 |                                                                 |                                       |                                                                          | |  |  |
|                                     |                                                                 |                                       |                                                                          | |  |  |

| 26 de mayo                          | Oklahoma City Thunder                                            | 111–120                               | Golden State Warriors                                          | |  |  |
| 9:00 PM                             | Parciales: 21–25, 29–33, 27–23, 34–39                            | Parciales: 21–25, 29–33, 27–23, 34–39 | Parciales: 21–25, 29–33, 27–23, 34–39                          | |  |  |
|                                     | Estadísticas Kevin Durant 40 Steven Adams 10 Russell Westbrook 8 | Reporte Pts Reb Asts                  | Estadísticas Stephen Curry 31 Andrew Bogut 14 Andre Iguodala 8 | Pabellón: Oracle Arena, Oakland, California Asistencia: 19,596 espectadores Árbitros: James Capers, Ken Mauer, Marc Davis Televisión: TNT |  |  |
| Oklahoma City lidera las series 3-2 |                                                                  |                                       |                                                                | |  |  |
|                                     |                                                                  |                                       |                                                                | |  |  |

| 28 de mayo           | Golden State Warriors                                           | 108–101                               | Oklahoma City Thunder                                                                | |  |  |
| 9:00 PM              | Parciales: 20–23, 28–30, 27–30, 33–18                           | Parciales: 20–23, 28–30, 27–30, 33–18 | Parciales: 20–23, 28–30, 27–30, 33–18                                                | |  |  |
|                      | Estadísticas Klay Thompson 41 Draymond Green 12 Stephen Curry 9 | Reporte Pts Reb Asts                  | Estadísticas Kevin Durant 29 Ibaka, Westbrook, Adams 9 cada uno Russell Westbrook 11 | Pabellón: Chesapeake Energy Arena, Oklahoma City, Oklahoma Asistencia: 18,203 espectadores Árbitros: Monty McCutchen, Ed Malloy, Derrick Stafford Televisión: TNT |  |  |
| Series empatadas 3-3 |                                                                 |                                       |                                                                                      | |  |  |
|                      |                                                                 |                                       |                                                                                      | |  |  |

| 30 de mayo                       | Oklahoma City Thunder                                               | 88–96                                 | Golden State Warriors                                          | |  |  |
| 9:00 PM                          | Parciales: 24–19, 24–23, 12–29, 28–25                               | Parciales: 24–19, 24–23, 12–29, 28–25 | Parciales: 24–19, 24–23, 12–29, 28–25                          | |  |  |
|                                  | Estadísticas Kevin Durant 27 André Roberson 12 Russell Westbrook 13 | Reporte Pts Reb Asts                  | Estadísticas Stephen Curry 36 Draymond Green 9 Stephen Curry 8 | Pabellón: Oracle Arena, Oakland, California Asistencia: 19,596 espectadores Árbitros: Dan Crawford, Mike Callahan, Jason Phillips Televisión: TNT |  |  |
| Golden State gana las series 4-3 |                                                                     |                                       |                                                                | |  |  |
|                                  |                                                                     |                                       |                                                                | |  |  |

| 6 de febrero de 2016 | Oklahoma City Thunder | 108–116 | Golden State Warriors |                                             |  |
|                      |                       |         |                       |                                             |  |
|                      |                       | Reporte |                       | Pabellón: Oracle Arena, Oakland, California |  |

| 27 de febrero de 2016 | Golden State Warriors | 121–118 | Oklahoma City Thunder |                                                            |  |
|                       |                       |         |                       |                                                            |  |
|                       |                       | Reporte |                       | Pabellón: Chesapeake Energy Arena, Oklahoma City, Oklahoma |  |

| 3 de marzo de 2016 | Oklahoma City Thunder | 106–121 | Golden State Warriors |                                             |  |
|                    |                       |         |                       |                                             |  |
|                    |                       | Reporte |                       | Pabellón: Oracle Arena, Oakland, California |  |

Esta es la tercera ocasión que se enfrentan en playoffs los Warriors y los Thunder, con una victoria para cada uno hasta este momento.
| 1992 | Golden State Warriors | 1–3 | Seattle SuperSonics |                                           |
|      |                       |     |                     |                                           |
|      |                       |     |                     | Pabellón: 1ª ronda Conferencia Oeste 1992 |

| 1975 | Golden State Warriors | 4–2 | Seattle SuperSonics |                                                    |
|      |                       |     |                     |                                                    |
|      |                       |     |                     | Pabellón: Semifinales de la Conferencia Oeste 1975 |

## Finales de la NBA

### (O1) Golden State Warriors contra (E1) Cleveland Cavaliers
| 2 de junio                   | Cleveland Cavaliers                                       | 89–104               | Golden State Warriors                                               | |  |  |
|                              | Parciales: 24-28, 19-24, 25-22, 21-30                     |                      |                                                                     | |  |  |
|                              | Estadísticas Kyrie Irving 26 Kevin Love 13 LeBron James 9 | Reporte Pts Reb Asts | Estadísticas Shaun Livingston 20 Draymond Green 11 Draymond Green 7 | Pabellón: Oracle Arena, Oakland, California Asistencia: 19.596 espectadores Árbitros: Ken Mauer, Marc Davis, Ed Malloy Televisión: ABC |  |  |
| Warriors lidera la serie 1-0 |                                                           |                      |                                                                     | |  |  |
|                              |                                                           |                      |                                                                     | |  |  |

| 5 de junio                   | Cleveland Cavaliers                                        | 77–110               | Golden State Warriors                                      | |  |  |
|                              | Parciales: 21-19, 23-33, 18-30, 15-28                      |                      |                                                            | |  |  |
|                              | Estadísticas LeBron James 19 LeBron James 8 LeBron James 9 | Reporte Pts Reb Asts | Estadísticas Draymond Green 28 Stephen Curry 9 3 jugadores | Pabellón: Oracle Arena, Oakland, California Asistencia: 19.596 espectadores Árbitros: Scott Foster, Tony Brothers, James Capers Televisión: ABC |  |  |
| Warriors lidera la serie 2-0 |                                                            |                      |                                                            | |  |  |
|                              |                                                            |                      |                                                            | |  |  |

| 8 de junio                   | Golden State Warriors                                            | 90–120               | Cleveland Cavaliers                                             | |  |  |
|                              | Parciales: 16–33, 27–18, 26–38, 20–31                            |                      |                                                                 | |  |  |
|                              | Estadísticas Stephen Curry 19 Draymond Green 7 Harrison Barnes 8 | Reporte Pts Reb Asts | Estadísticas LeBron James 32 Tristan Thompson 13 Kyrie Irving 8 | Pabellón: Quicken Loans Arena, Cleveland, Ohio Asistencia: 20,562 espectadores Árbitros: Monty McCutchen, Derrick Stafford, Zach Zarba Televisión: ABC |  |  |
| Warriors lidera la serie 2-1 |                                                                  |                      |                                                                 | |  |  |
|                              |                                                                  |                      |                                                                 | |  |  |

| 10 de junio                  | Golden State Warriors                                            | 108–97               | Cleveland Cavaliers                                         | |  |  |
|                              | Parciales: 29–28, 21–27, 29–22, 29–20                            |                      |                                                             | |  |  |
|                              | Estadísticas Stephen Curry 38 Draymond Green 12 Andre Iguodala 7 | Reporte Pts Reb Asts | Estadísticas Kyrie Irving 34 LeBron James 13 LeBron James 9 | Pabellón: Quicken Loans Arena, Cleveland, Ohio Asistencia: 20,562 espectadores Árbitros: Dan Crawford, Mike Callahan, Jason Phillips Televisión: ABC |  |  |
| Warriors lidera la serie 3-1 |                                                                  |                      |                                                             | |  |  |
|                              |                                                                  |                      |                                                             | |  |  |

| 13 de junio                  | Cleveland Cavaliers                                               | 112–97               | Golden State Warriors                                            | |  |  |
|                              | Parciales: 29–32, 32–29, 32–23, 19–13                             |                      |                                                                  | |  |  |
|                              | Estadísticas Irving, James 41 each LeBron James 16 LeBron James 7 | Reporte Pts Reb Asts | Estadísticas Klay Thompson 37 Andre Iguodala 11 Andre Iguodala 6 | Pabellón: Oracle Arena, Oakland, California Asistencia: 19,596 espectadores Árbitros: Monty McCutchen, Marc Davis and Derrick Stafford Televisión: ABC |  |  |
| Warriors lidera la serie 3-2 |                                                                   |                      |                                                                  | |  |  |
|                              |                                                                   |                      |                                                                  | |  |  |

| 16 de junio           | Golden State Warriors                                            | 101–115                               | Cleveland Cavaliers                                              | |  |  |
| 9:00 PM               | Parciales: 11–31, 32–28, 28–21, 30–35                            | Parciales: 11–31, 32–28, 28–21, 30–35 | Parciales: 11–31, 32–28, 28–21, 30–35                            | |  |  |
|                       | Estadísticas Stephen Curry 30 Draymond Green 10 Draymond Green 6 | Reporte Pts Reb Asts                  | Estadísticas LeBron James 41 Tristan Thompson 16 LeBron James 11 | Pabellón: Quicken Loans Arena, Cleveland, Ohio Asistencia: 20,562 espectadores Árbitros: Scott Foster, Ken Mauer and Jason Phillips Televisión: ABC |  |  |
| Series empatadas, 3–3 |                                                                  |                                       |                                                                  | |  |  |
|                       |                                                                  |                                       |                                                                  | |  |  |

| 19 de junio                 | Cleveland Cavaliers                                        | 93–89                | Golden State Warriors                                             | |  |  |
|                             | Parciales: 23–22, 19–27, 33–27, 18–13                      |                      |                                                                   | |  |  |
|                             | Estadísticas LeBron James 27 Kevin Love 14 LeBron James 11 | Reporte Pts Reb Asts | Estadísticas 32 Draymond Green 15 Draymond Green 9 Draymond Green | Pabellón: Oracle Arena, Oakland, California Asistencia: 19,596 espectadores Árbitros: Dan Crawford, Mike Callahan, Monty McCutchen Televisión: ABC |  |  |
| Cavaliers gana la serie 4-3 |                                                            |                      |                                                                   | |  |  |
|                             |                                                            |                      |                                                                   | |  |  |

| 25 de diciembre de 2015 | Cleveland Cavaliers | 83–89   | Golden State Warriors |                                             |  |
|                         |                     |         |                       |                                             |  |
|                         |                     | Reporte |                       | Pabellón: Oracle Arena, Oakland, California |  |

| 18 de enero de 2016 | Golden State Warriors | 132–98  | Cleveland Cavaliers |                                                |  |
|                     |                       |         |                     |                                                |  |
|                     |                       | Reporte |                     | Pabellón: Quicken Loans Arena, Cleveland, Ohio |  |

Esta es la segunda vez que se enfrentan los Cavs y los Warriors en playoffs, con victoria de estos últimos en la anterior ocasión.
| \| 2015 \| Golden State Warriors \| 4–2 \| Cleveland Cavaliers \| \| \| \| \| \| \| \| \| \| \| \| \| Pabellón: 2015 NBA Finals \| |                       |     |                     |                           |
| 2015 | Golden State Warriors | 4–2 | Cleveland Cavaliers |                           |
| |                       |     |                     |                           |
| |                       |     |                     | Pabellón: 2015 NBA Finals |

## Estadísticas
Líderes individuales
Actualización al 25/05/2016.
| Categoría   | Máximo            | Máximo                | Máximo | Promedio                 | Promedio                             | Promedio | Promedio |
| Categoría   | Jugador           | Equipo                | Máx.   | Jugador                  | Equipo                               | Media    | Part.    |
| ----------- | ----------------- | --------------------- | ------ | ------------------------ | ------------------------------------ | -------- | -------- |
| Puntos      | Paul Millsap      | Atlanta Hawks         | 45     | Paul George Kevin Durant | Indiana Pacers Oklahoma City Thunder | 27.3     | 7 13     |
| Rebotes     | Bismack Biyombo   | Toronto Raptors       | 26     | DeAndre Jordan           | Los Angeles Clippers                 | 16.3     | 6        |
| Asistencias | Russell Westbrook | Oklahoma City Thunder | 15     | Russell Westbrook        | Oklahoma City Thunder                | 10.9     | 13       |
| Robos       | James Harden      | Houston Rockets       | 7      | Kawhi Leonard            | San Antonio Spurs                    | 2.60     | 9        |
| Tapones     | Draymond Green    | Golden State Warriors | 9      | Myles Turner             | Indiana Pacers                       | 3.29     | 7        |

## Cobertura mediática
Esta es una lista de transmisiones de los Playoffs de la NBA a nivel mundial

### Televisión

#### Américas
- Estados Unidos: 
  - Inglés: FOX, ABC, NBC, CBS, ESPN, ESPN2, TNT y CSN.
  - Español: Univisión, Telemundo y América TeVe.
- México: TVC Deportes, ESPN; Azteca 7 y Space (algunos partidos de playoffs en vivo)
- Unión de Naciones Suramericanas (Latinoamérica): ESPN y Canal Space
- Argentina: TyC Sports, InTV, DeporTV y VCC
- Paraguay: Tigo Sports, CMM y Mi Cable
- Uruguay: VTV Sports y TCC PPV
- Ecuador: TV Cable Sports
- Brasil: ESPN Brasil y SporTV
- Costa Rica: Cabletica
- Panamá: TVMax

#### Europa
- España: Canal+ Deportes, Canal+ Deportes 2 y #0 (Movistar+)
- Portugal: Sport TV
- Francia: beIN Sports (Feed Francés)
- Reino Unido: Sky Sports y BT Sport